# Török hódoltság
A török elleni harcokkal a Török háborúk Magyarországon c. összefoglaló szócikk foglalkozik.

Az Oszmán Birodalom 1683-ban csúcsosodott ki, ideértve a Felső-Magyarországi és Erdélyi fejedelemséget, valamint a Kanizsai-, Budai-, Egri-, Temesvári- és Váradi- vilajetet

A török hódoltság a Kárpát-medence területének az Oszmán Birodalom uralma alatt álló része volt Buda 1541-es elfoglalásától több mint másfél évszázadon át, a terület Habsburg irányítás alatt történt felszabadításáig és egyben a Habsburgok általi megszállásáig (1686–1699). A török hódoltsági terület a mai Magyarország területének zömét, valamint a mai Horvátország és Szerbia északi részét foglalta magában (Délvidék). A Temesköz (a mai Szerbia és Románia területén) előbb Szapolyai János Keleti Magyar Királyságához, majd 1552-től a török hódoltsághoz tartozott.

## Története

### Előzmények

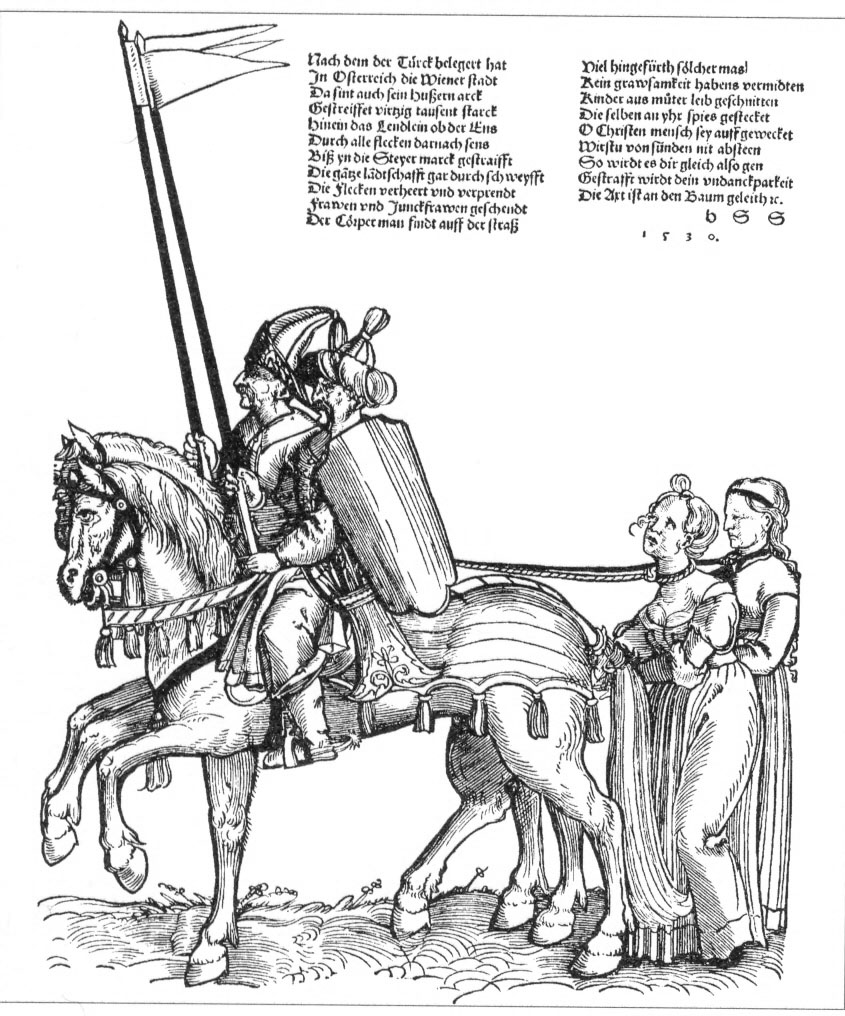
Török portyázók rabszíjra fűzött foglyokat visznek

A Magyar Királyság Nagy Lajos uralkodása alatt az 1360-as évektől kezdett konfliktusba kerülni a feltörekvő Oszmán Birodalommal a Balkánon. A Magyar Királyság több támadó és keresztes hadjáratot vezetett, és számos védelmi harcot vívott a törökök ellen.
A törökök Luxemburgi Zsigmond uralkodása idején kezdtek betörni a Magyar Királyság területére. Ekkor a király kiépíttette a déli végvárrendszert, és új adó bevezetésével akart pénzhez jutni, amelyből fenn tudja tartani az ország hadseregét. Zsigmond halála után belső trónviszályok voltak Magyarországon. A törökök ezt kihasználva délen és keleten kezdtek betörni az országba. 1441-től Hunyadi János, aki erdélyi vajda és az ország legnagyobb földesura volt, vált a déli határ védelmének irányítójává. 1442-ben a törökök támadást indítottak Erdély ellen. Hunyadi vereséget szenvedett és nagyobb sereget szervezett. Még ebben az évben Szentimrén a magyarok győzelmet arattak a törökök felett. Ebben a csatában Kamonyai Simon Hunyadi Jánosnak öltözött be, hogy őt támadják meg a törökök és ne Hunyadit (a törökök tudták, hogy Hunyadi János nagyon erős harcos, és minden csatában őt támadták).
1440-ben I. Ulászló került a trónra, majd 1443-ban a király és Hunyadi vezetésével megindult a „hosszú hadjárat” a török ellen. Először a török kézen lévő balkáni területeket támadták meg, majd továbbmentek a Balkán-hegységhez, de beállt a tél, emiatt Hunyadi János és I. Ulászló úgy döntöttek, hogy visszafordulnak seregükkel. 1444-ben Várnánál újabb támadást intéztek a török ellen, de az ígért európai segítség elmaradt, ezért a magyarok vereséget szenvedtek. I. Ulászló életét vesztette a csatában, és 1444-ben a még kiskorú V. László került a trónra, Hunyadit pedig kormányzóvá választották 1446-ban. Abban az évben indult balkáni hadjárat a rigómezei csatában – mivel Szkander bég segítsége elmaradt – súlyos magyar vereséggel zárult.
1453-ban Konstantinápoly török kézre került, és a törökök következő célja Nándorfehérvár megszerzése lett. Ez 1456-ban, a nándorfehérvári csatában nem sikerült nekik, ezután hosszú ideig a szultáni főerők nem támadtak Magyarországra.
A Magyar Királyság viselte el az török háborúk terhét Európában a 15. században és sikeresen megállította az oszmán előrenyomulást. 1490-től, Mátyás király halála után a királyi hatalom csökkent Magyarországon, a Fekete sereg feloszlott. Ezzel szemben a 16. századra az Oszmán Birodalom hatalma fokozatosan megnövekedett. Miközben Magyarországot meggyengítette a Dózsa György vezette parasztfelkelés 1514-ben. II. Lajos király (1516–1526) uralkodása alatt a belső ellentétek megosztották a nemességet.

### Buda elfoglalása

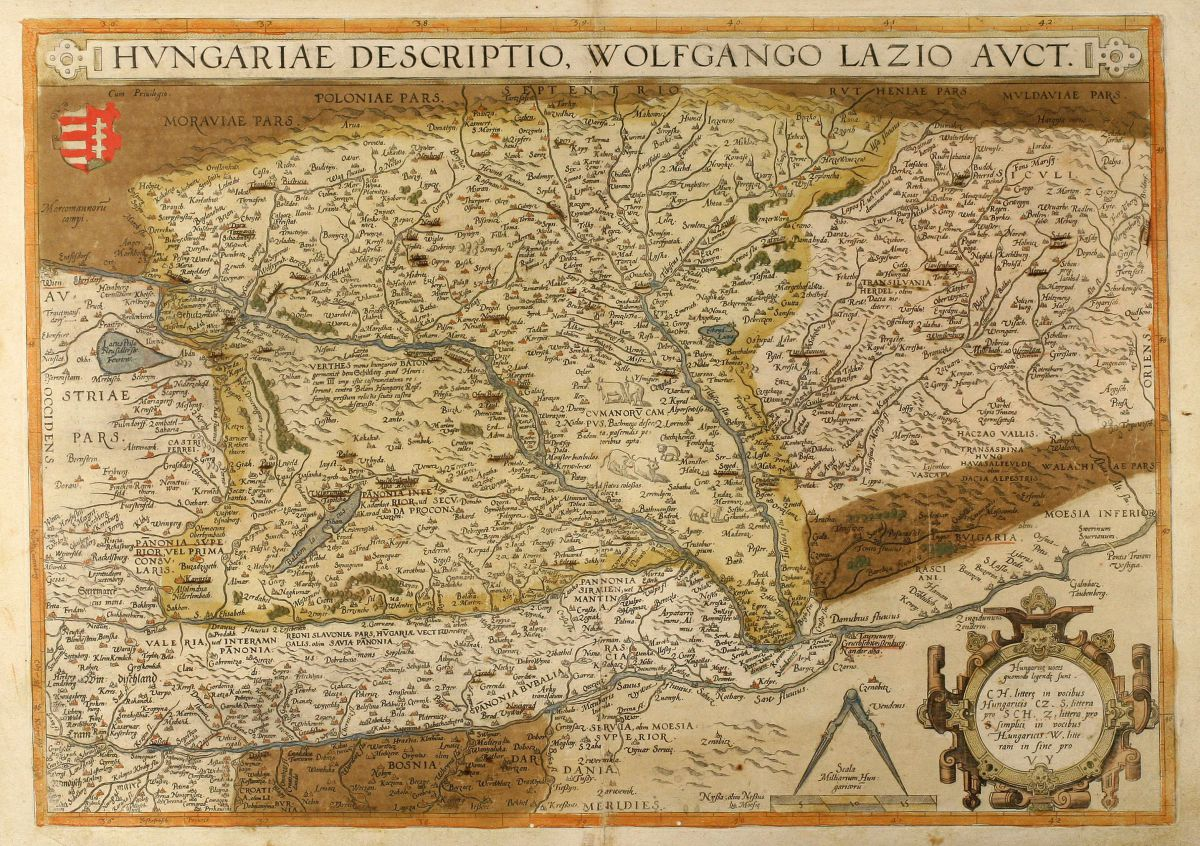
Wolfgang Lazius térképe a Magyar Királyság területéről (1552)

1521-ben Szulejmán szultán megtámadta a meggyengült Magyar Királyságot, a törökök nagy lendülettel támadtak a déli magyar végvárrendszerre. Nándorfehérvár, Magyarország kulcsa és déli kapuja a harmadik nándorfehérvári ostrom során került a törökök kezére, két korábbi sikertelen török ostrom után (1440 és 1456). Ezt követte az ország belseje ellen intézett támadás 1526-ban, amely a mohácsi vereséghez vezetett, a török túlerő legyőzte a magyar hadsereget és II. Lajos magyar király életét vesztette. Ekkor még kivonultak a török csapatok Budáról, és Bécs sikertelen 1529-es ostroma után sem maradt megszálló erő az ország középső részén.  
Miután meghalt a magyar király, polgáháborús konfliktus keletkezett az országban, mind a magyar nemesi Szapolyi-ház és mind az osztrák Habsburg-ház igényt tartott az egész királyságra. Szapolyai János magyar király a Keleti Magyar Királyságot uralta, míg a Habsburgok Magyarország nyugati részét irányították. A Habsburgok többször is megpróbálták egyesíteni az egész Magyarországot uralmuk alatt, de az Oszmán Birodalom megakadályozta ezt azzal, hogy támogatta a Keleti Magyar Királyságot. I. János király 1540-ben meghalt, a Habsburg erők 1541-ben ostrom alá vették Magyarország fővárosát Budát, Szulejmán szultán segítséget nyújtott és erői legyőzték a Habsburgokat. A törökök egy trükkel elfoglalták Budát az ostrom során ami az egységes Magyar Királyság felbomlásához vezetett.
Ezzel a Magyar Királyság három részre szakadt: a Királyi Magyarországra, a Keleti Magyar Királyságra (1570-től Erdélyi Fejedelemség), illetve a hódoltság területére. A hódoltság igazgatására létrejött a Budai vilajet.

### A török uralom kiterjesztése

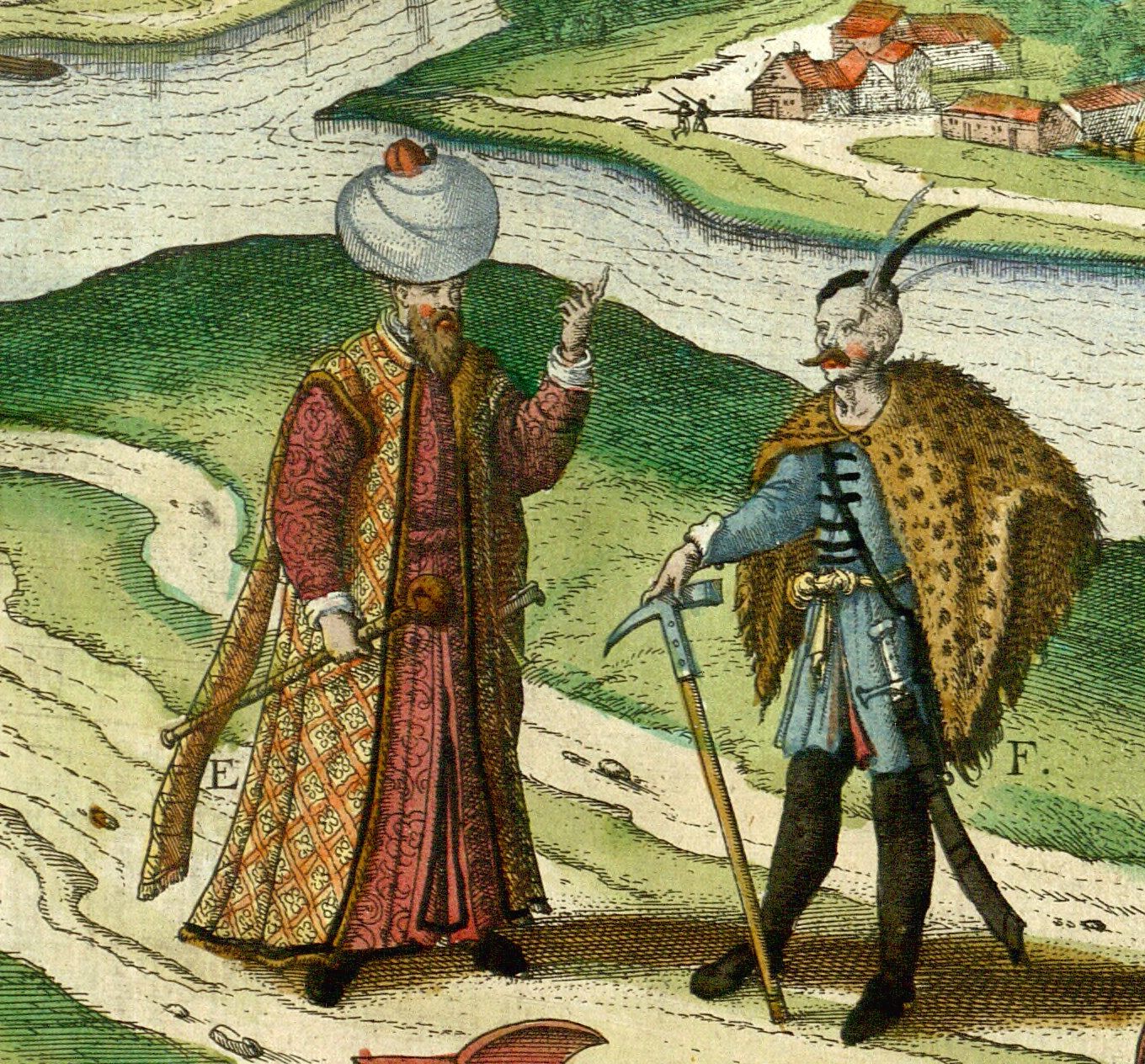
Török előkelőség (budai pasa) és magyar katona (korabeli metszet, 1617)

A következő negyed században a törökök elfoglalták az ország területének 40%-át, amit aztán kisebb-nagyobb hódításokkal tovább bővítettek. A tizenöt éves háború kitöréséig kiterjesztették hatalmukat a Délvidék mellett az Alföld nagy részére és a Dunántúl déli és keleti részére. 1552-ben megalakult a Temesvári vilajet is a megnövekedett terület igazgatására.

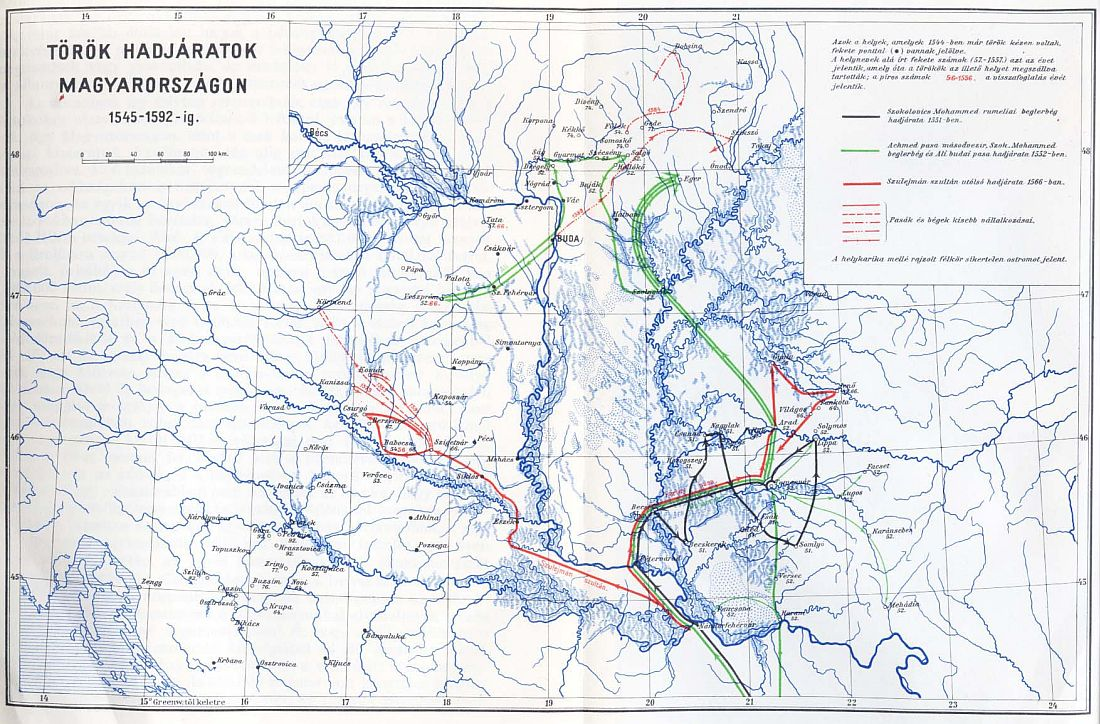
Török hadjáratok Magyarországon 1545 és 1592 között

### Tizenöt éves háború
A tizenöt éves háború nagy pusztítást hozott a hódoltság területén és a határvidéken élők számára, azonban igazi döntést egyik fél sem tudott kiharcolni. Ekkor jött létre az Egri és a Kanizsai vilajet, valamint a rövid időtartamú Győri is. Az Alföldet és a Partiumot tatárok pusztították, ami kisebb települések sorát törölte el a föld színéről.

### Az oszmán hatalom hanyatlása
A 17. században az Oszmán Birodalom fejlődése elmaradt a nyugat-európai államok mögött, és a belső nehézségek a magyarországi területeket sem kerülték el. Az adóterhek egyre növekedtek, ugyanakkor az osztrák Habsburgok ereje egyre nőtt. A század végén is még támadott az oszmán hadsereg, de Kara Musztafa török nagyvezír seregének nem sikerült meghódítania a császárvárost, Bécset. Az 1683-as kahlenbergi csata után a Szent Liga igen gyorsan kiűzte a törököket a Hódoltság túlnyomó részéről. 

### A törökök kiűzése Magyarországról

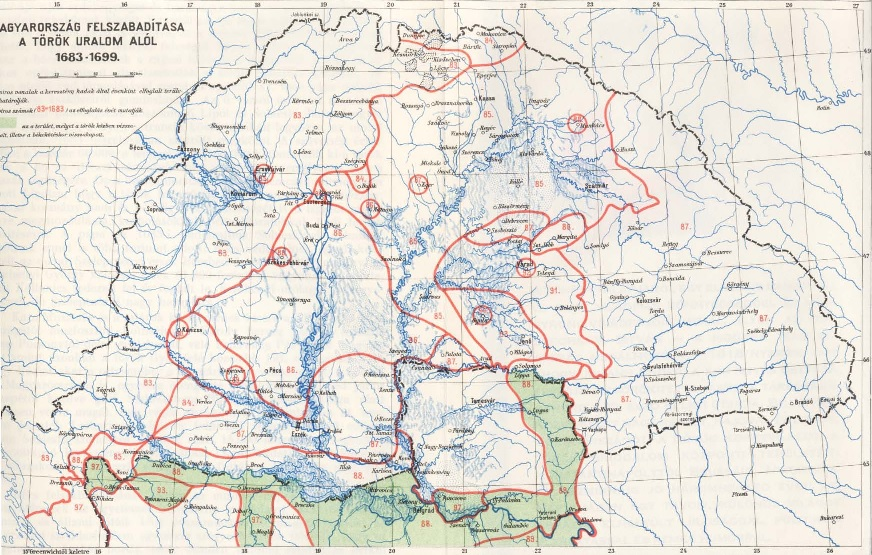
A török kiűzése Magyarországról 1683-1699

1686-ban Budát visszafoglalták a törököktől, 1687-ben pedig a nagyharsányi (második mohácsi) csata után a magyar országgyűlés elismerte, hogy a magyar korona a Habsburgokra száll. A császári hadseregek viszonylag gyorsan kiszorították a törököket Magyarországról, és Erdélyt is megszállták. Az 1699-es karlócai béke után már csak a Temesköz maradt török kézen. A megmaradt oszmán megszállás alatt álló területeket a Habsburgok által 1716 és 1718 között vívott osztrák-török háború során visszafoglalták, e területek visszafoglalását a pozsareváci béke 1718-as aláírásával ismerték el.

## Államszervezet

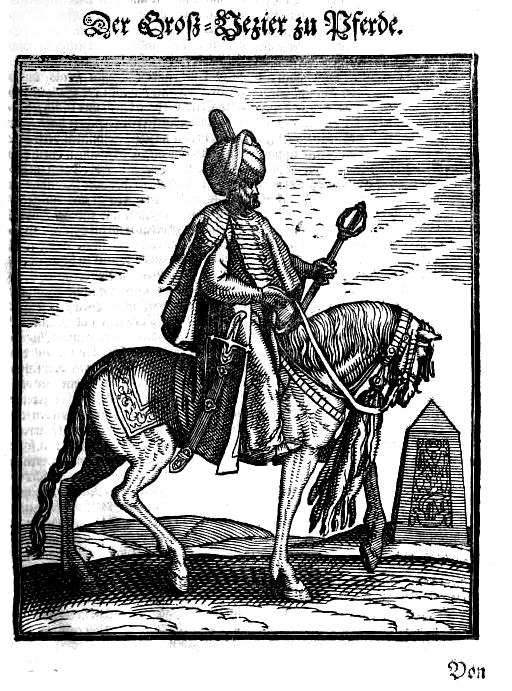
Török vezír lovon

Az Oszmán Birodalom jogrendszere a muzulmán jogon, a saríán, és részben a szultáni jogon, a kánunon nyugodott. Az igen sokféle vallású és szokású nép felett uralkodó oszmán szultánok már igen korán rákényszerültek, hogy a vallási alapú jogot a helyi viszonyokhoz igazítsák. Erre a kánun, a török világi jog szolgált, amely megkísérelte enyhíteni a muszlim és nem muszlim népesség közötti egyenlőtlenséget. Az egész birodalomra kiterjedő jogrend mellett a világi hatalom minden tartománynak külön-külön, a helyi szokásokat figyelembe véve alkotta meg a helyi kánunt, és iránymutatásokat tartalmazott közigazgatási, bíráskodási és pénzügyi kérdésekben. A Budai vilajetnek is volt ilyen helyi „törvénykönyve”, de csak nagyon kevés pontban tért el a birodalmi törvénytől. 62 pontja a különféle adónemeket, piaci helypénzt, bel- és külföldi áruk elvámolásának menetét szabályozza, valamint egyetlen büntetőjogi bejegyzés szerepel benne. A többi kérdésben a vallási jog alapján jártak el.
Az új rendszer bevezetésekor I. Szulejmán az átmenet simábbá tétele érdekében elrendelte, hogy a tartomány őslakosai (bizonyos vonatkozásokban) saját szokásaik és törvényei szerint élhessenek tovább, saját bírájuk ítélkezzen felettük. A szultán Werbőczy Istvánt bízta meg ezzel a tisztséggel, azonban a török elöljáróknak gyorsan elege lett a folytonos panaszkodásból és magyar jogra hivatkozásból, és rövid úton megszabadultak Werbőczytől (állítólag a budai pasa mérgeztette meg). Ezután ezt a posztot senki nem töltötte be.

### Közigazgatás

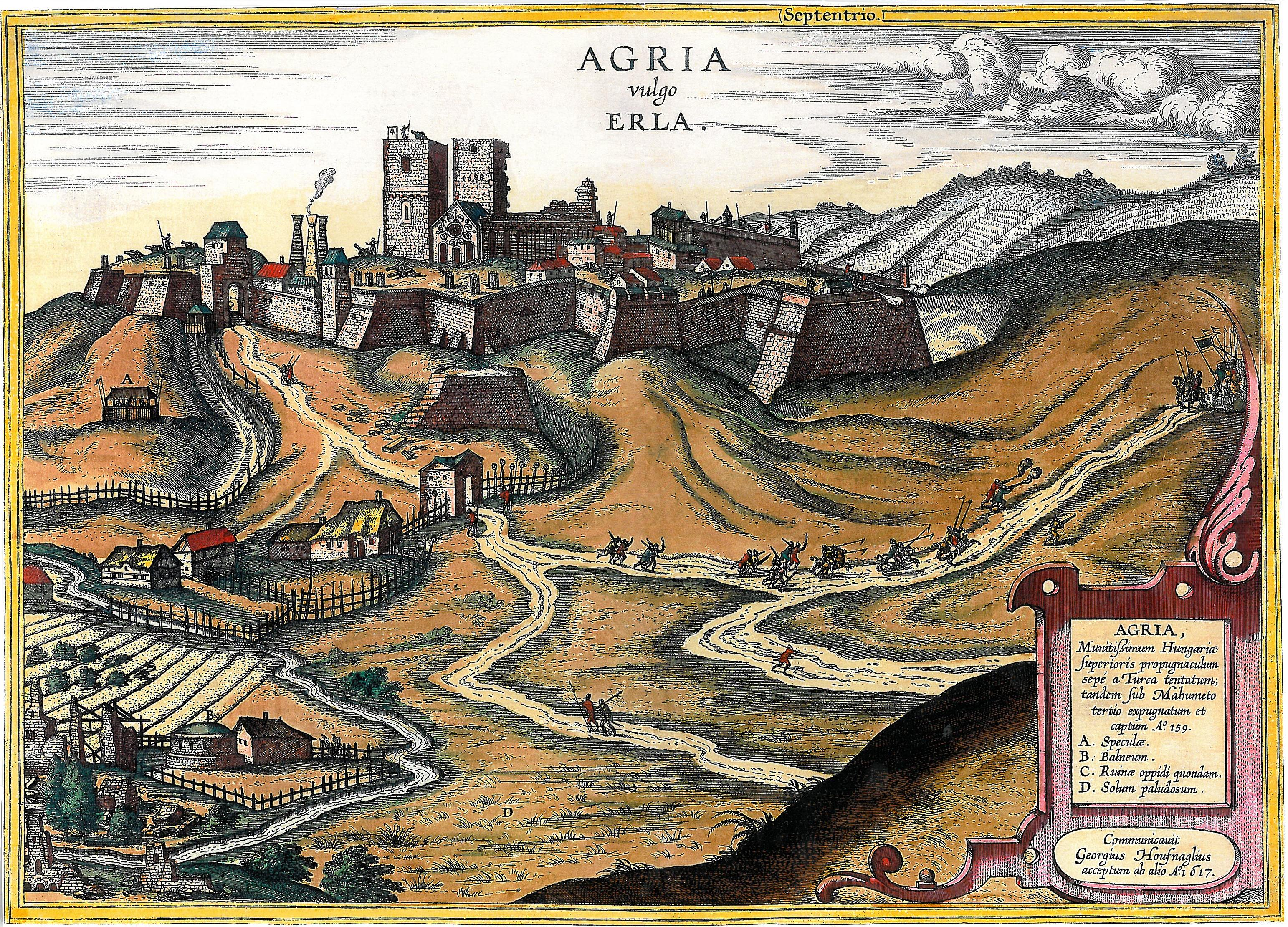
Eger vára a 16. század végén

Magyarország 1572-ben

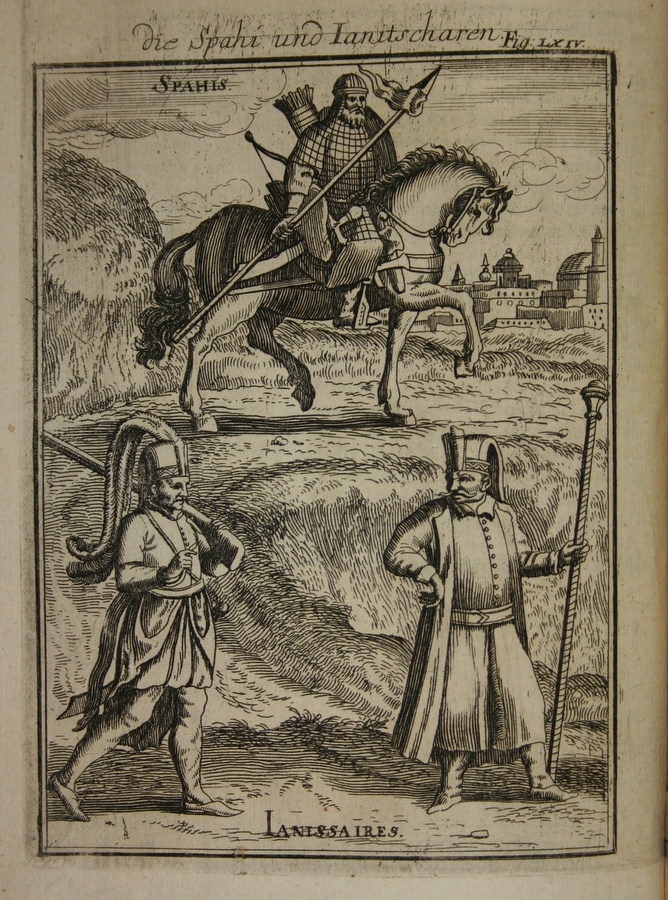
A belső rendet a janicsárok és a szpáhik tartották fenn

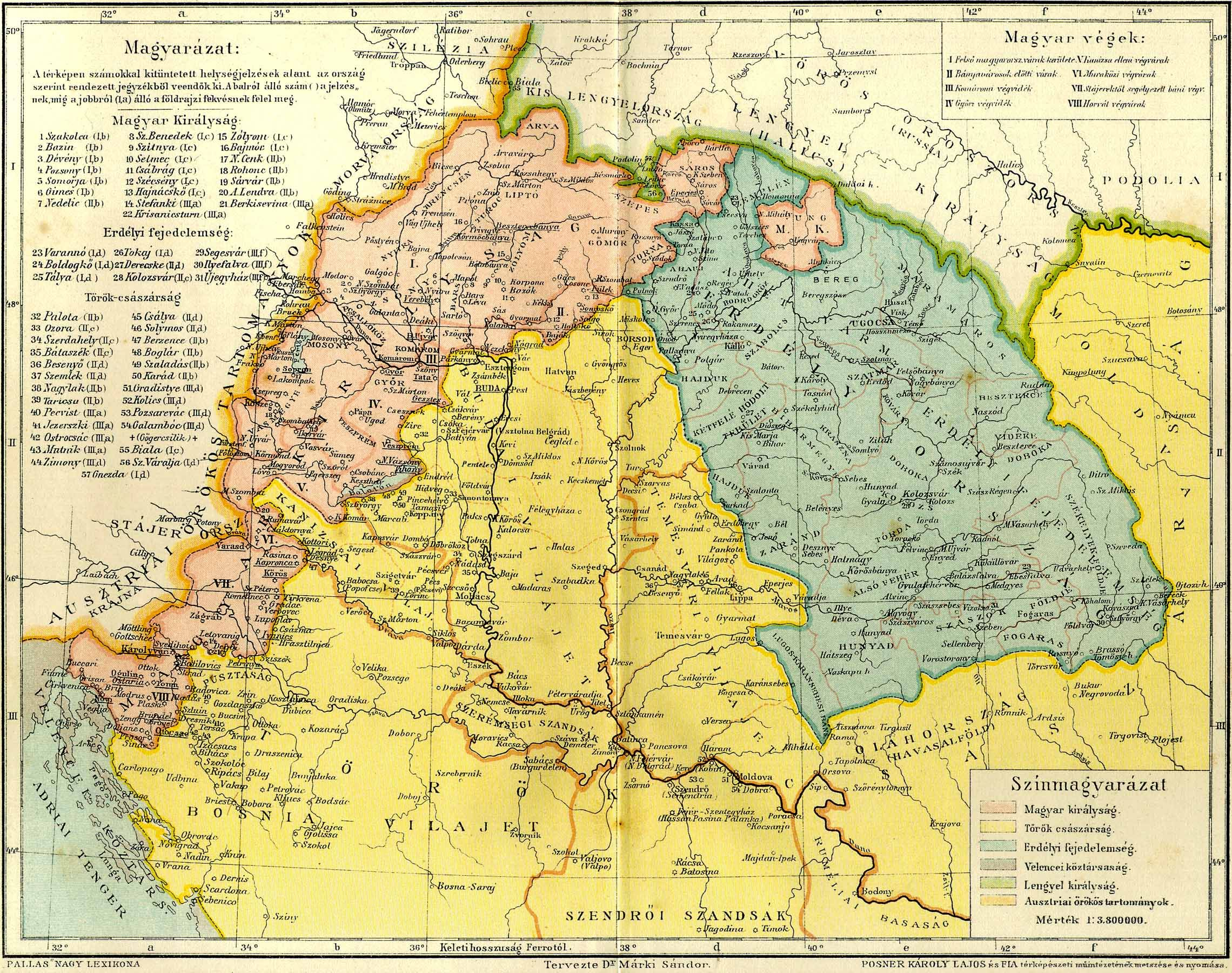
A Magyar Királyság és az Erdélyi Fejedelemség területe a török hódoltság korában

A törökök a meghódított területeket vilajet nevű közigazgatási egységekre osztották fel, amelyek élén a beglerbég állt. A magyar földön megszervezett vilajetek a következők voltak:
- Budai (1541-től)
- Temesvári (1552-től)
- Győri (1594–1598)
- Pápai (1594–1597)
- Egri (1596-tól)
- Kanizsai (1600-tól)
- Váradi (1660-tól)
- Érsekújvári (1663-tól)

Egykorú források 1595-ben Szigetvárt is beglerbégségnek emlegették, 1660 illetve 1663 után pedig vilajetnek nevezték a Várad és Újvár közötti közigazgatási egységeket is.
Magyarországon a legelső és végig a legfontosabb a Budai vilajet volt. Közép-Magyarországon kívül a Bánságot is Budáról irányították. Itt volt a hódoltsági terület központja, melynek élén a budai pasa állt, aki rangban a később alapított vilajetek beglerbégjei felett állt. Ezt mutatta az is, hogy 1623-ig időnként, azután folyamatosan vezíri rangú ember állt a Budai vilajet élén. Ezt követte 1552-ben a Temesvári vilajet, majd sorban a többi.
A vilajeteket szandzsákokra osztották, azokat pedig nahijékre. A szandzsákokat a bégek vezették, a nahijék élén pedig az aga állt. Mivel egy-egy szandzsákot egy-egy vár köré szerveztek meg, számuk a határ közelében nagyobb, biztosabb területeken kisebb volt.
Ezeknek a területeknek jelentős katonaságot és hivatalnoki gárdát kellett ellátniuk. Az egyes egységek főhivatalnokai tanácsadó testületet alkottak (díván). Ilyen főhivatalnok volt például a defterdár (adószedő), a kádi (bíró) és a mufti (törvénytudós, egyházjogász). A belső rendet a janicsárok és a szpáhik tartották fenn.
Bár a kádit elsősorban bírónak tekintik, a középszintű igazgatásban egy sor egyéb feladat hárult rájuk, az adó beszedésétől a hadsereg mozgósításán át a piacok, ipartestületek, építkezések és vallási közösségek felügyeletét is. A budai kádi emellett jelentéseket küldött az udvarba a beglerbégekről, a vilajet népéről és hangulatáról is.

### Igazságszolgáltatás
A középszintű igazgatás a kádik munkáján alapult, akik egyéb tevékenységeik mellett közjegyzői, jogászi, bírói tevékenységet is végeztek. Általában bírósági körzetenként (kaza) egy-egy kádi működött, aki időnként végigjárta körzetét, vagy kiküldöttjei, helyettesei útján ítélkezett polgári és büntetőperekben egyaránt. Nagyobb központokban akár többen is székeltek, és a nagyobb kincstári birtokokhoz is kirendeltek egy-egy kádit. Kétséges ügyekben a szandzsákonként kinevezett muftihoz fordult tanácsért, aki a nevek nélkül elé terjesztett ügyben fetvát (a muzulmán valláson alapuló véleményt) alkotott.
A kádi ítéleteit a szultáni törvények (kánunok) alapján hozta, és nem a vallásjog (saría) alapján. A büntetések kiszabásakor figyelembe vették a bűnös anyagi helyzetét, a szegényebbek (akiknek nem volt 300 akcsényi ingó vagyonuk) kevesebbet fizettek ugyanazért a vétségért.
A kádik a „szabad” birtokokon (hász és ziamet birtokok, valamint egyes tímárbirtokok tartoztak ide) csak a tulajdonos engedélyével ítélkezhetett, és a szandzsák poroszlói nem foghatták el az oda menekülő gyanúsítottakat. A szabad birtokokon kiszabott büntetések (nijábet) összege (néhol csak a fele) a tulajdonost illették, és azokat az elmúlt évek átlagai alapján beszámították a birtok jövedelmébe. A mezővárosok (khász városok) és a városok keresztény negyedei mint hász birtokok kívül estek a kádik hatáskörén, az igazságszolgáltatást választott bírók végezték.
A kádi kincstártól kapott jövedelme mellett részesült a kirótt bírságokból és büntetéspénzekből is.

## Gazdaság

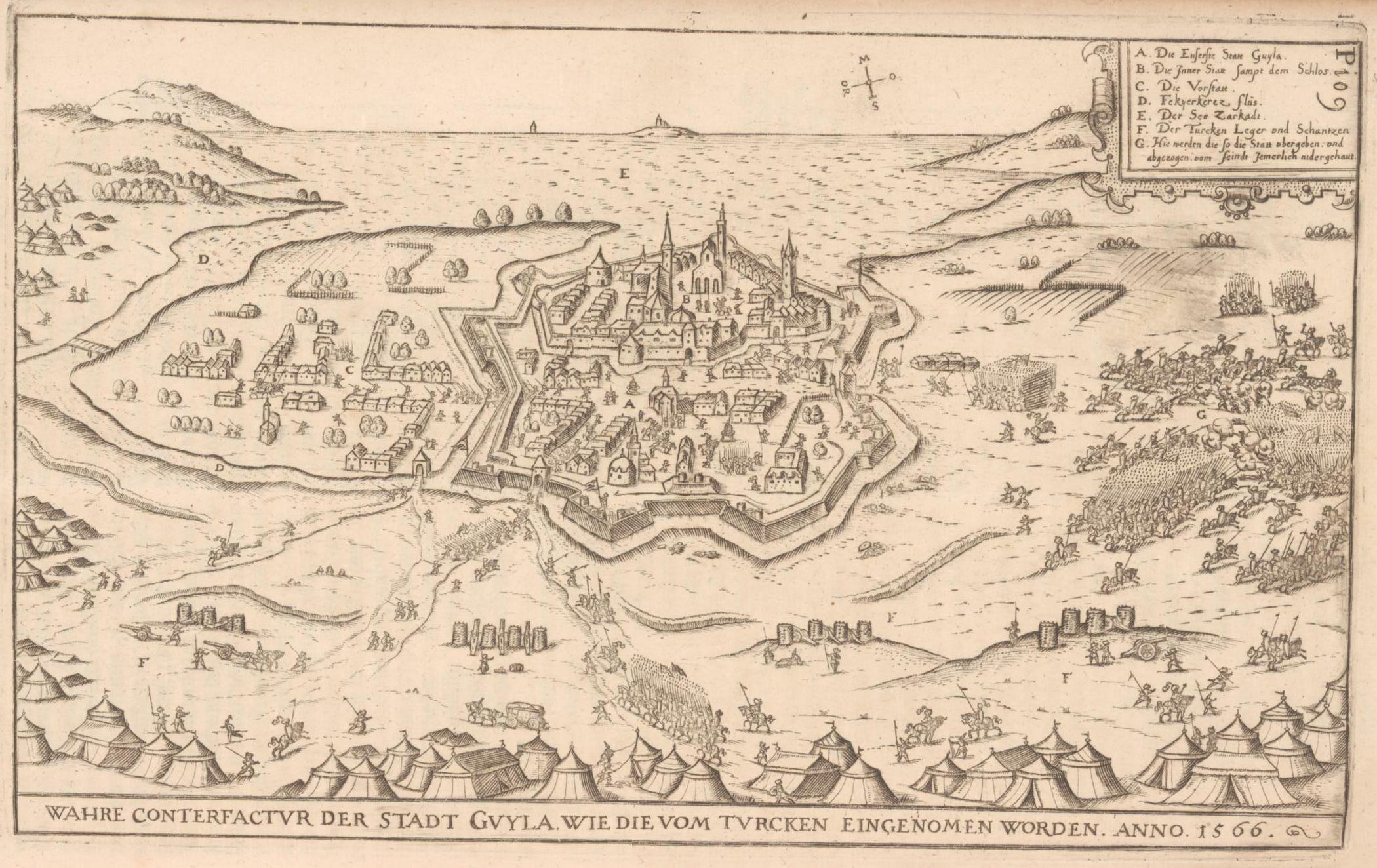
A gyulai vár ostroma 1566-ban

### Földbirtokviszonyok
A török birodalomban a meghódított területeken, minden föld és a rajta élők a szultán tulajdonának számítottak. Ezeket a birtokokat a timár-rendszer keretében két részre lehet sorolni:
- hász-birtok: a szultáni kincstár kezelésében lévő illetve magas rangú tisztviselőknek juttatott birtok[7][8]
- az adomány- és szolgálati birtokok. Ezekből kaptak az alacsonyabb rangú hivatalnokok és a hűbéres lovas katonák. A birtokokat csak használatra kapták, és azok nem voltak örökíthetőek. Két típusuk volt:
  - a ziámet, amely 20-100 ezer akcse jövedelmű birtok,
  - a tímár, amely 20 ezer akcsénél kisebb jövedelmű birtok.

A birtokok aránya egy-egy szandzsákban erősen változó volt. A 16. század közepén a határ közeli nógrádi szandzsákban a birtokoknak mindössze 19%-a volt hász-birtok, a budai szandzsákban 59%-ot, a szegediben 64%-ot tettek ki.
A birtokokat a szultán meghatározatlan időre adta ki, így ez a rendszer biztosította a hivatalnokok és a szpáhik állandó tettrekészségét. Ugyanakkor a birtokokon a bizonytalan jövő miatt rablógazdálkodást folytattak.
A Hódoltság legmagasabb rangú hivatalnoka, a budai pasa évi 800 000 – 1 100 000 akcsés jövedelmet biztosító birtokokkal rendelkezett, melyhez Nógrádtól egészen az al-dunai Szendrőig tartoztak falvak. A Buda közeli falvak természetben, a távolabb fekvő települések pénzben fizették járandóságukat. A szandzsákbégek 200-400 ezer akcsés, a központi szervezetben a pasa után következő pénzügyi defterdár 150 000, a birtok-defterdár körülbelül 72 000 akcsés jövedelemmel rendelkezett birtokairól. A körzeti kádik általában csupán napi 30-70 akcsés fizetést kaptak, míg a budai kádi napi 500 akcsét kapott munkájáért.

### Az adórendszer

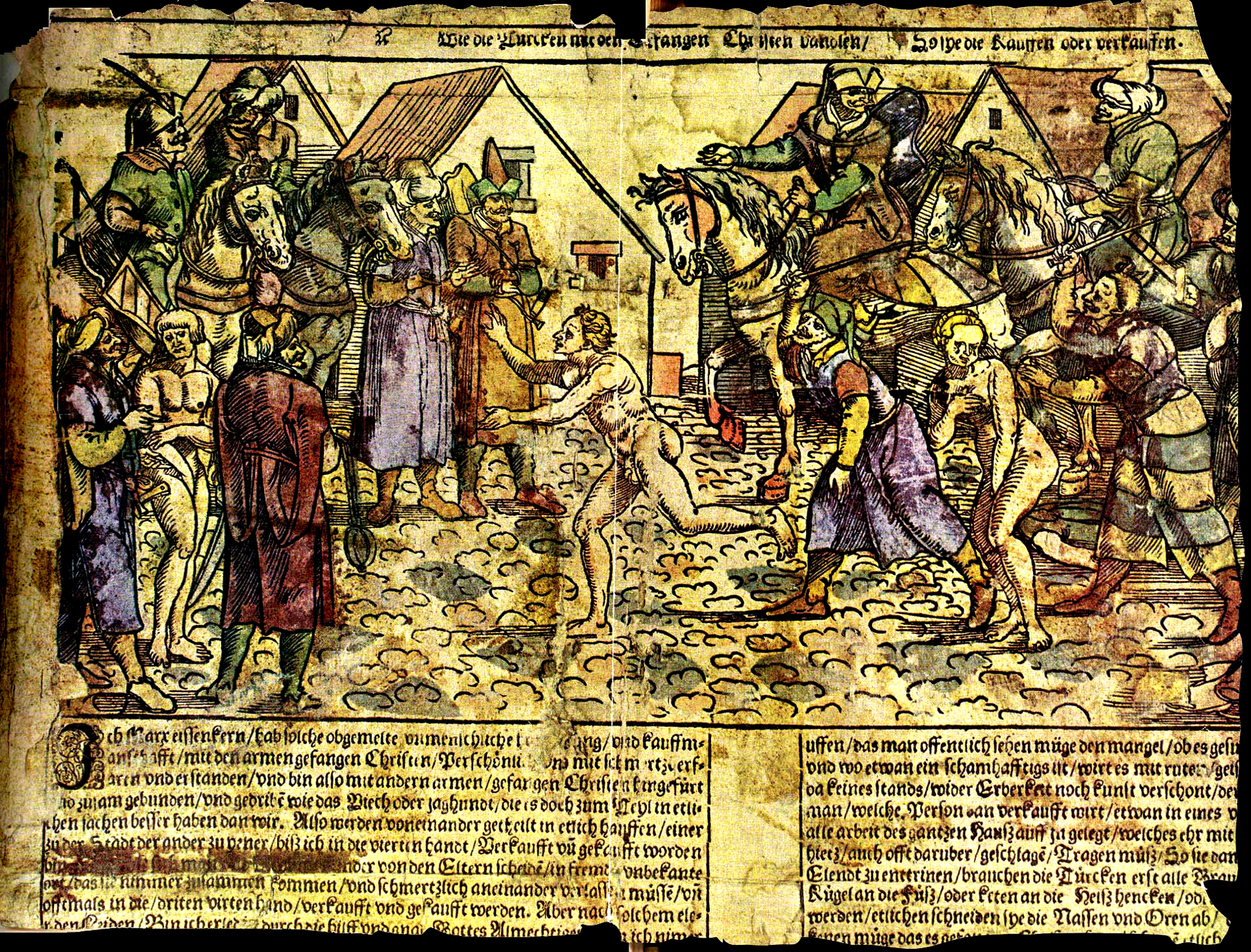
Török katonák rabszolgapiaca Erhard Schön metszetén, 1532

A törökök a zökkenőmentes átállás érdekében figyelembe vették a korábbi magyar adózási szokásokat, az adóalapot a hagyományokhoz illetően állapították meg. A befizetések címzettjei azonban részben megváltoztak.
- Megmaradt a kilenced, amit az ezután a települést szolgálati birtokul megkapó szpáhinak vagy tisztségviselőnek fizettek a jobbágyok. (Esetleg az államnak, amennyiben hász birtokról volt szó).
- Az egyházi tizedet is beszedték, azonban az a szultáni kincstárt gazdagította.[14]
- A földesúri adók közé tartozott még a kapuadó is, amelynek mértéke 50 akcse körüli volt, és a földbirtokos kapta meg. Ez a korábban a földesúrnak fizetendő 1 forintos adót váltotta fel, és kezdetben nagyjából azzal is volt egyenértékű. Két részletben, Szent György és Szent Demeter napkor kellett befizetni. Általában azok fizették, akik legalább 300 akcsés ingó vagyonnal rendelkeztek, azonban egyes társadalmi rétegek (bírók és papok) illetve egyes települések (Pest és Buda) mentesültek alóla.[15][16]
- A népességet ezen felül hadi szállításoknál és építkezéseken is munkára kötelezték.[14]
- Az állami adó (dzsizje) alapja a ház és a telek (háne) volt, és a nem muzulmán alattvalók fizették. Kezdetben évi 50 akcsét tett ki, és csak azok voltak fizetésére kötelezve, akik legalább 300 akcsés ingó vagyonnal rendelkeztek.[16][17] A 17. századra már minden családfő fizetésre volt kötelezve, és az összege is megemelkedett több száz akcséra.[17]
- Állami adó volt még a (kezdetben rendkívüli, majd a 17. századra évente beszedett) hadiadó is.
- Idővel újabb adófajtákat is bevezettek, például menyasszonyadót (lány férjhez adásakor fizetendő illeték), tűzifára, hordókra, kertekre vonatkozó adókat.[12][18]
- A bevételekhez hozzájárultak a (főleg élőállat kivitelből származó) vámbevételek is.[12]

Az adók beszedéséhez a török hivatalnokok a 16. században rendszerezett összeírásokat készítettek, és a hódoltsági területek terhei átmenetileg csökkentek is. A birtokok jövedelmét hároméves átlag alapján becsülték fel, és ez alapján kapták meg a szolgálati birtokokat a hivatalnokok és a katonák. Fontos megjegyezni azt is, hogy a 16. században gyakran előfordult, hogy egyes települések egy összegben adóztak, ez azonban az 1650-es évektől visszaszorult.
Az adókivetés és -beszedés felsőbb szinten a kádik kezében volt, azonban végrehajtása az alsó szinteken már nem alakult egységesen. Egy részét a magyar kézben maradó alsó szintű közigazgatás szedte be, a többit pedig részben közvetlenül a szultáni kincstár megbízottjai, részben (főként a határ menti területeken) vállalkozók (eminek és ámilok). A megbízottak elsősorban a haradzs beszedésében játszottak fontos szerepet.
A vállalkozók részesedésért vagy napidíjért dolgoztak. Az kapott megbízást, aki a legtöbb jövedelem beszedésére vállalkozott. Általában három évre kaptak megbízást egy-egy körzet összes, különböző típusú jövedelmének beszedésére, azonban ha az időarányos részletet nem fizették be, leválthatták őket. A budai és pesti jövedelemcsoport (mukátaa) például 14 jövedelemágat tartalmazott. Ezek a bérlők eleinte olaszok (raguzaiak) voltak, majd őket fokozatosan felváltották a mohamedánok (a korban az elnevezésük összefoglalóan törökök), rácok és a (főként spanyolországi) zsidók.
A Hódoltság jobbágyaira, (de a határhoz közel a magyar oldalon élőkre is) súlyos terhet rótt a kettős adóztatás rendszere. A végvári katonaság segítségével az elmenekült nemesség a török uralom alatt álló terület nagy részéről beszedte járandóságát, sőt arra is futotta erejükből, hogy megtiltsák jobbágyaiknak, hogy ügyeikben a török hatóságokhoz forduljanak, így részben fenntartották a magyar közigazgatást és joghatóságot.

### Mezőgazdaság
A Hódoltság gazdaságának messze legfontosabb ágazata a mezőgazdaság volt. A nyugat-európai árforradalom hatására megemelkedő mezőgazdasági árak hatására Alföld falvainak, mezővárosainak lakói egyre jobban bekapcsolódtak az európai kereskedelembe, főként szarvasmarha exportjával. A lengyel marháknál nagyobb termetű magyar állatok igen keresettek voltak mind a délnémet, mind az észak-itáliai piacokon. Nürnbergben például a 16. század első felében évente 70 000 magyar marha talált vevőre, Bécsben pedig nyáron akár 7-11 000 marhát is eladtak hetente.
A mohácsi csata előtt még sűrű faluhálózattal átszőtt Alföld kisebb falvai a török háborúk hatására elpusztultak, életben maradt lakói a nagyobb településekre húzódtak. Az elpusztult falvak területét óriásfalvak, mezővárosok vették kezükbe. A város határát két részre osztották, a művelésre alkalmas, a mezővároshoz közelebbi területeket téli legelőnek, a gyengébb minőségű földeket nyaralónak használták. A telelők földjét nyáron művelés alá vonták, itt termelték meg a feltétlenül szükséges gabonát.
A gabonatermesztés fő területe a Hódoltságban az Északi-középhegység előtere volt, a ma növényterjesztésre használt alföldi területeken az állattartó gazdálkodás élvezett elsőbbséget.
Az agrárkonjunktúra hozadékaként gyors fogyásnak indultak az alföldi erdőterületek.
A török hódítás átalakította a magyarországi bortermelést is. A korábban Magyarország legfontosabb borvidékének számító Szerémség háttérbe szorult, szerepét a Tolna-Baranya vidéki borászok vették át. A korszakban telepítették meg rác kereskedők az első vörösbort készítő borászatokat az Alföldön. Az Északi-középhegységben is ekkor lendült fel a szőlő- és bortermelés, többek között a gyöngyösi és a miskolci szőlőművelés volt jelentős a Hódoltság területén. (A 16-17. század fordulóján emelkedett fel a tokaji borvidék, amelynek borait azonban a Hódoltságban ritkán fogyasztották.)

## Népességviszonyok a hódoltságban

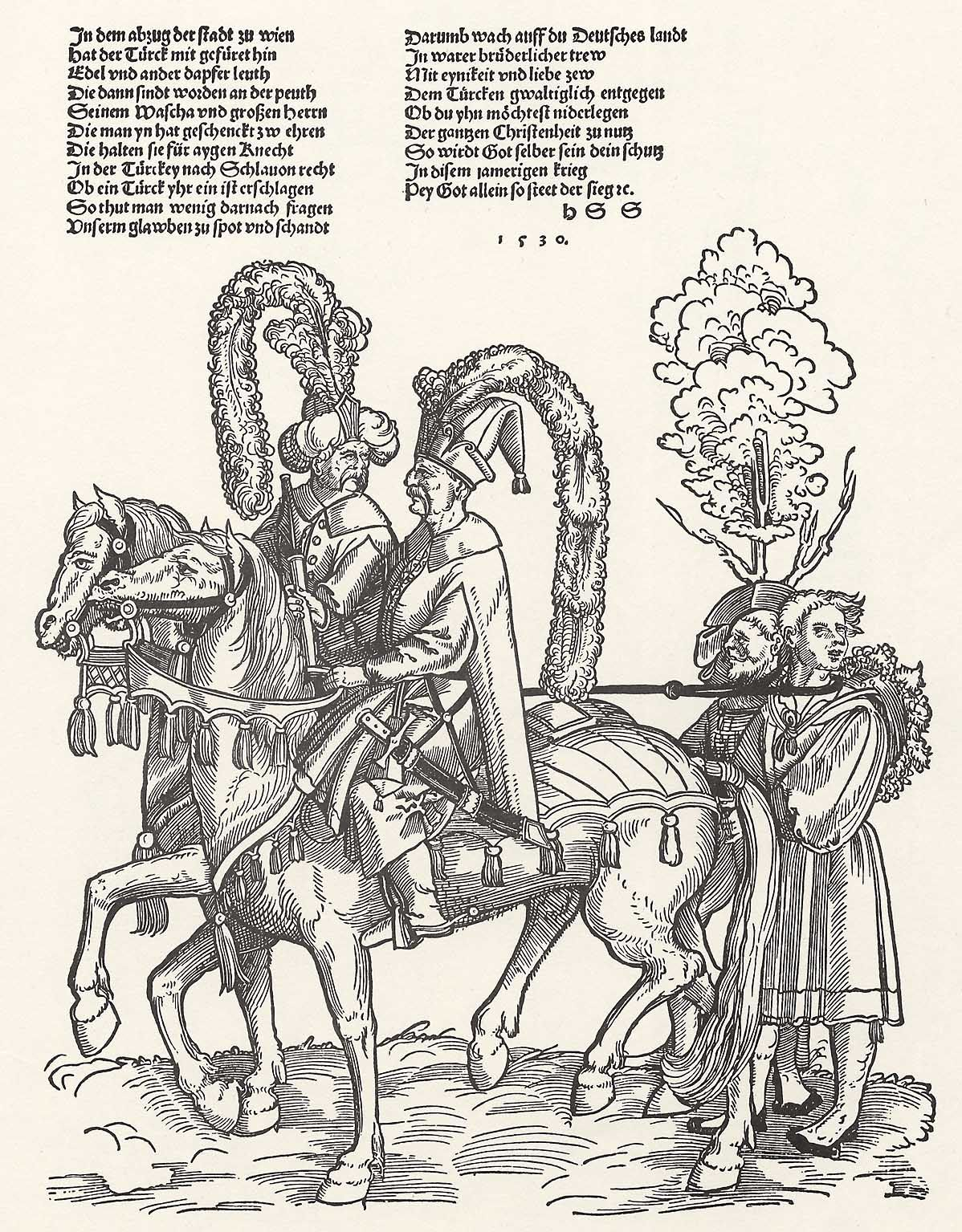
Niklas Stör: Török katonák rabszolgákat hurcolnak

Az oszmán csapatok már az 1380-1390-es években behatoltak a dél-magyarországi területekre. Ezt követően a Nándorfehérvár elfoglalására indított sikertelen szultáni hadjáratok alkalmával (1440 és 1456), majd az 1464-ben beköszöntő bő fél évszázadnyi határ menti háborúskodás idején a Temes megyétől Valkóig terjedő dél-magyarországi területeket fokozatosan, de szinte teljesen elpusztították. Azon települések pedig, amelyeknek 1526-ig mégis sikerült túlélniük az állandó betörések következményeit, a mohácsi csatát követő sorozatos nagy szultáni hadjáratok idején két évtized alatt végső megsemmisülésre ítéltettek. Az újabb kutatások szerint az ország déli megyéiben a 16. század közepére a településhálózat már-már elképesztő mértékben, mintegy 70-90 százalékos arányban pusztult el. Ezzel párhuzamosan a lakosság is mérhetetlen és már visszafordíthatatlan károkat szenvedett.
A mintegy másfél évszázados török uralom alatt az ország népessége stagnált vagy enyhén csökkent, a Hódoltság területe európai viszonylatban nagyon ritkán lakott terület maradt. Magyarország etnikai összetétele megváltozott, a török területekre elsősorban délszláv rácok (ortodox szerbek és muzulmán bosnyákok) érkeztek.

### A népességpusztulás és dinamikája

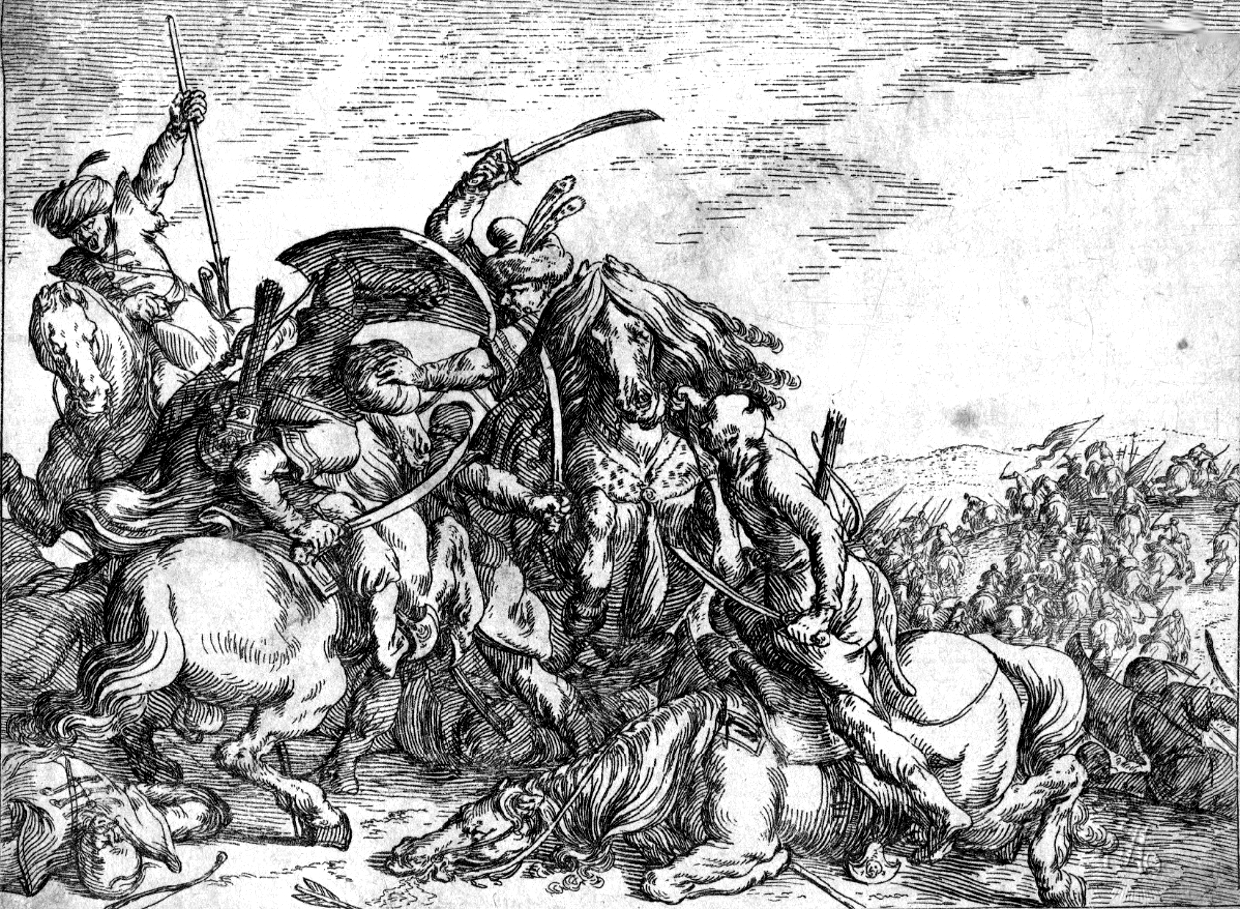
Török–magyar párviadal

Szekfű Gyula a népességpusztuláshoz a következőket veszi figyelembe művében:
- török pusztítás → lakosság elmenekülése → elnéptelenedés
- mezőgazdasági termelés zavarai, elmaradt termés, nem megfelelően megművelt földek → éhínség, aszályos évek idején nem volt tartalék a magtárban
- a folyószabályozás megszűnése, a mocsár- és lápvilág elterjedése → betegségek (szúnyogok útján) nagymérvű elterjedése: a pestis, a vérhas, a tífusz, a malária vagy az utóbbiak speciálisan magyarországi keveréke, az ún. „Morbus Hungaricus”;
- Kettős vagy hármas adóztatás → csökevényes fejlődés, elszegényedés
- a császári zsoldosseregek fosztogatásai, erőszakoskodásai; porció és forspont → elnyomorodás
- hajdúk és protestánsok kegyetlenkedései, belháborúk → csökevényes szaporodás, népességfogyás

E tényezők külön-külön és együtt, összeadódván is sanyargatták a magyarságot.
Az 1526, 1529, 1532, és 1541. években hatalmas török seregek vonultak fel magyar területen s a visszavonuló seregekkel a rabságba hurcoltak sorai lépték át a Dunát. Azok a vonalak, melyek a török seregek útjait ábrázolják, egyszersmind a pusztává lett területek térképei is. A közigazgatás összeomolván a rabszolgának hurcoltak pontos számáról nincs megbízható adatunk, de a népesség fogyását és kicserélődésének ütemét mégis elárulják.
A török uralom alá kerülő területekről a hódítók elől a népesség viszonylag szűk rétege, elsősorban a városok (például Buda) polgársága és a nemesség menekült el. A legszélesebb réteget kitevő jobbágyság helyben maradt. Részben ennek köszönhető, hogy a Hódoltságban a városi népesség súlya jóval kisebb a (szintén nem nagyon erős) Magyar Királysághoz képest.
A 15. század végi Magyarország népessége 3,3 millió körülire tehető, a következő egy évszázad során enyhén (körülbelül 3,5 millióra) növekedett. Ebből a hódoltság területén a tizenöt éves háború előtt körülbelül 900 ezren élhettek, Erdélyben a Partium nélkül hozzávetőlegesen 800 ezren. A királyi Magyarország népességét egy 1598. évi házösszeírás szerint 1,8 millióra becsülhetjük. A visszafoglaló háborúk előestéjén, a 17. század végén az ország lakossága mintegy 4 millió főre tehető.

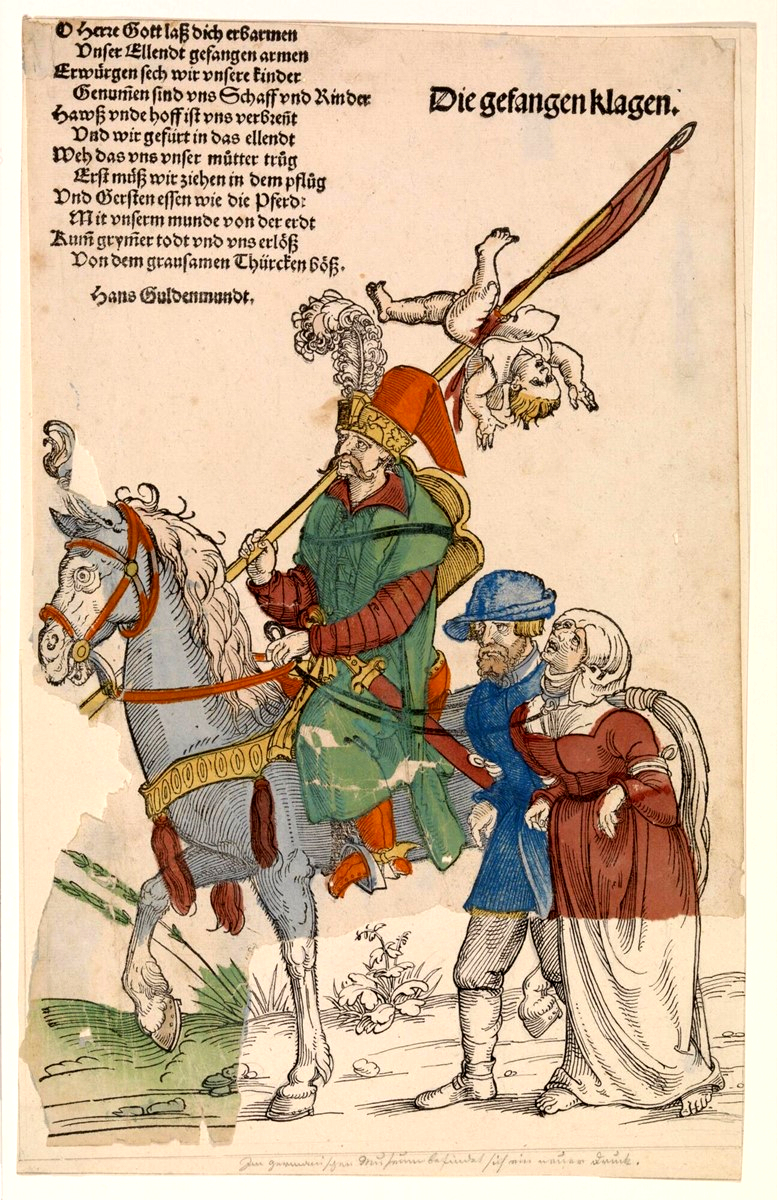
Hans Guldenmund: Török katona rabszolgákat hurcol

A népesség növekedését elsősorban a háborúk, a velük járó fosztogatások és a részben azok következtében fellépő járványok akadályozták. Főleg a tizenöt éves háború, az 1660-as évek eseményei és az ország visszafoglalásával járó harcok jártak különösen nagy áldozatokkal, amit tovább súlyosbítottak az 1653-1656, 1660-1666, és 1676-1678 közötti pestisjárványok.
A pusztítások a legsúlyosabban a határ közelében és az Alföldön élő, védett helyekre menekülni nem tudó lakosságot érték. Mivel ezen a területen főként magyar lakosság élt, természetszerűleg a magyarság veszteségei arányaiban is nagyobbak voltak a nemzetiségekénél. A háborús időszakokban komoly migrációs hullámok figyelhetők meg, de általánosságban elmondható, hogy az országon belüli vándorlás nem volt különösen nagy mértékű.
Mindezek eredményeként az ország és különösen a Hódoltság népsűrűsége messze alatta maradt Nyugat-Európa fejlettebb államaiban tapasztalható értékeknek. Míg Itáliában 100 fő/km², a Francia Királyságban és Németalföldön 34-40 fő/km² mondható tipikusnak a korszakban, addig a török uralma alatt álló magyarországi területeken ez az érték 7-8 fő/km². Bár ennél a Nyugat-Magyarországra jellemző 15 fő/km² jóval magasabb, az is messze elmarad a nyugati számoktól.

### Nemzetiségek betelepedése
Az Ortodox délszláv népek (szerbek, bosnyákok) az oszmán hódítás nyomán folyamatosan terjeszkedtek észak felé, míg az oszmán hódítást túlélő magyar lakosság a 17. század során folyamatosan elmenekült a hódoltsági területekről. A 17. századtól az újonnan betelepült délszláv népek biztosították az Oszmán Birodalom katonai helyőrségeit, logisztikai támogatását és élelmiszerellátását a térségben. Ezért a magyarok a 17.századtól kezdve gúnyosan „Rascia”-ként (Szerbia) emlegették a török hódoltság területét. A 17.század folyamán kevés számú magyar lakosság csak a hódoltság legkeletebbi, azaz Partiummal határos vidékén maradt meg sporadikusan.

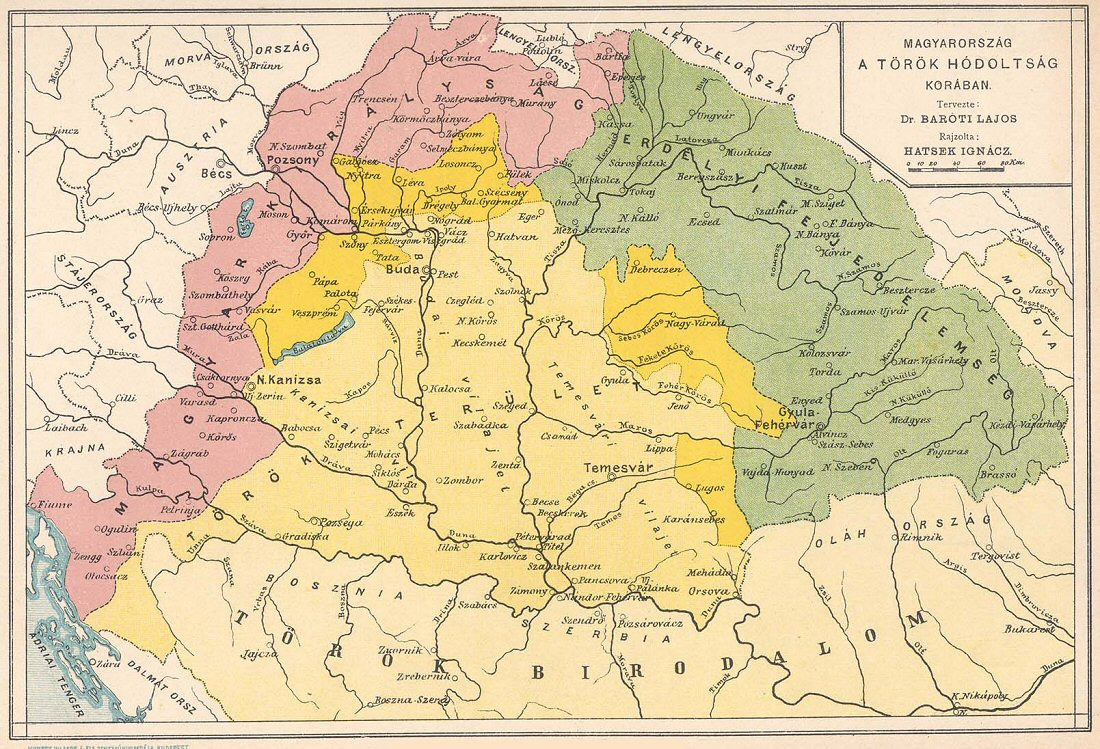
Magyarország a török hódoltság korában

Az oszmán hódítással együtt mérsékelt számú, 50-80 ezer török érkezett az országba, főként katonák és hivatalnokok, kisebb részben kereskedők és mesteremberek. A törökök a másfél évszázados uralmuk alatt elsősorban városi lakosságot alkottak, a vidéki társadalomban hatásuk nem volt jelentős. A betelepülők azonban ahhoz sem voltak elegen, hogy Budát, a Hódoltság központját török színezetűre fessék. Bár megtiltották a magyarok betelepülését Budára, ezzel csak elszlávosították a várost, Evlija Cselebi a 17. század közepén azt írta a lakosságról, hogy „mindnyájan bosnyákok”.
Már a déli végvári vonal áttörése előtt jelentős számban éltek szerbek Magyarország déli területein, és a 16. század közepére a Maros vonalától délre, a Temesközben, a Duna–Tisza közén és a Dunántúlon egyaránt nagy számban jelentek meg. A háborús pusztítás leginkább a síkvidékeken élő magyarokat sújtotta, és a ritkán lakott terület lehetőséget kínált a szerbeknek az észak felé történő továbbvándorlásra, akik előbb a Körös–Maros közén, majd a Duna mentén a Duna–Tisza közén telepedtek meg. Velük együtt bosnyákok is érkeztek az országba. A délszlávok betelepedéséhez nagyban hozzájárult, hogy ekkor a ruméliai török seregek legénységét nagyrészt a Balkán délszláv lakosságából verbuválták.

### Vallási tolerancia
A törökök a protestánsok hitét lenézték, közönnyel viszonyultak hozzá. A török hódoltság területén több dokumentum is szerepel keresztény templomok lebontásának engedélye. Ezeket a köveket és téglákat várak megerősítéséhez használták.
Volt lehetőségük a keresztényeknek megváltani a templomukat. A Drávaszögben Nagyharsány lakosai 100, Peterd lakosai 300 ezüsttallért fizettek templomukért. A nagyharsányi megváltás történetét 1767-ben jegyezte le Nagyszentmiklósi Péter:

„„a' Török el akarván a' Templomot rontani tizenkét pár ökröt járomba fogatván, és a' Templomban lévő Oszlopra, mely a' bolthajtást tartja lántzot köttetvén, el akarta azt vontatni, hanem ezen Nagy Harsányiak 100 Tallért fizettek a' Töröknek, hogy azt ne tselekedje, és úgy váltották meg a' Török elpusztításátul, mivel az a' Templomot akkor egészen ledöntötte volna””

A peterdi, siklósi és más református templom tornyán a 20. századig állt a félhold, amely a templom engedélyét jelentette a hódoltság idején.
Az mohamedán vallás felvétele a magyar lakosság körében nem figyelhető meg, főleg azért, mert az iszlámot felvevő magyarokat renegátnak tekintették, és kitagadták maguk közül a kereszténynek megmaradt magyarok. Ezen renegátok áttérésük után körülmetélték őket, és kor muszlim szokásai szerint a nevükben apjuk nevét is föltüntették: Memi bin Hüszein, vagyis Memi fia, Hüszein. A renegátok apjait Abdullahként jegyezték föl, vagyis Allah szolgálja. Az „Abdullah-fiak” az első generációs renegátok.

## Települések

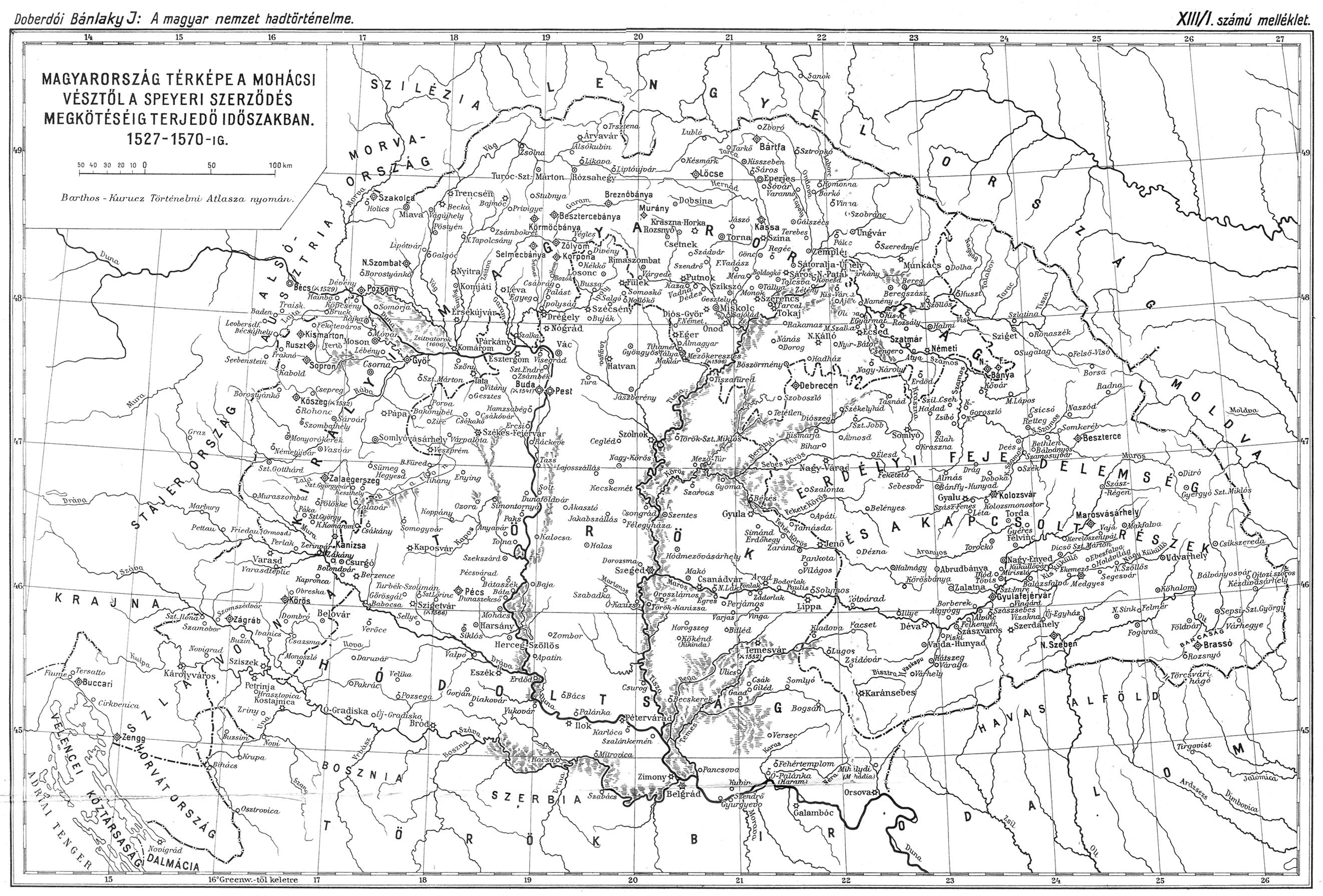
Magyarország térképe a mohácsi vésztől a speyeri szerződés megkötéséig terjedő időszakban (1527–1570)

### Falvak
A 16–17. században a hódoltság területén a népesség jó része 20-25 házból álló falvakban lakott, a falvak átlagos lakossága 140 fő (a Magyar Királyságban 150-170 fő) volt. A parasztok a háborúk, a kettős adózás, vagy csak egyszerűen a 17. századra egyre magasabbra emelkedő adók elől gyakran kénytelenek voltak menekülni, ami hozzájárult ahhoz, hogy a korszakban a jobbágyok nagy számban költöztek a védettebb és könnyebb adózású mezővárosokba.

### Mezővárosok

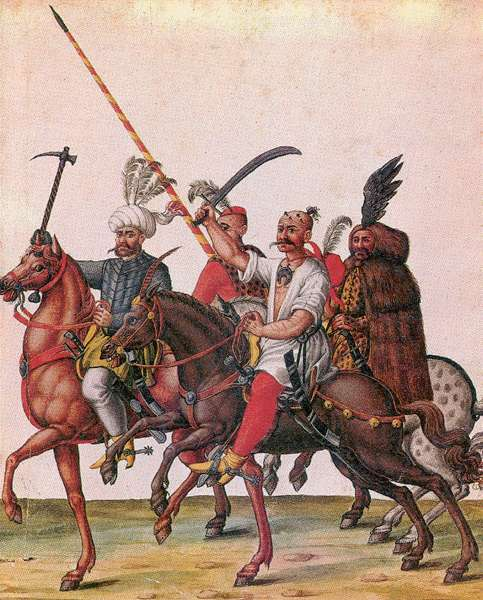
Portyázó törökök

A ritkán lakott síkság és a feudális rendszer fellazulása kedvezett a vállalkozó kedvű nagyállattartóknak, akik bérelt legelőkön legeltették marhacsordáikat. Az óriásfaluk vezető rétegét a cívisparasztok (vagyonos, jobbágyi sorból kiemelkedett parasztok) és a tőzsérek (marhakereskedők) alkották. Utóbbi csoport tekinthető a magyarországi tőkés vállalkozók első megjelenésének, amely hasznát újra vállalkozásokba fektette.
E két csoport gazdasági erejére támaszkodva több alföldi mezővárosok elérte, hogy a szultán saját kezelésű tulajdonába kerüljenek, khász városi kiváltságokat kapjanak. Ezek közé tartozott az önkormányzat és az egy összegű adózás, valamint sem katonát, sem hivatalnokot nem helyezett a városba a török közigazgatás. A nemesi vármegyék távollétében ezek a települések tovább ápolták a magyar közigazgatási és bíráskodási hagyományokat.
A városok felépítése a szálláskertes formát követte, amelyben a városmagot körülvevő gyűrűben, vagy (ritkábban) a település mellett egy csoportban helyezkedtek el a lakók gazdasági épületei és az állatok karámjai.
A mezővárosok felvirágzása nem csak a Hódoltságban volt megfigyelhető, hanem szerte az Alföldön. A legnagyobb mezőváros, Debrecen, gazdasági és kulturális tekintetben már sok szabad királyi várost felülmúlt.

### Városok a hódoltságban
Az ország három részre szakadásával felbomlott a magyar városok kialakulóban lévő hálózata, és ez az egész országban negatívan befolyásolta a városok fejlődését. Különösen súlyosan érintette az Oszmán Birodalom által meghódított területeket, hogy nem csak a többi magyar várostól, de hagyományos európai partnereitől is elvágta az új határ, valamint a német polgárság (mely a 15. század végén még jelentős tényező volt a magyar városokban) a hódítás elől jórészt nyugatra menekült.
A betelepülő török hatóságok megpróbálták a nagyobb városokat törökösre formálni, a templomok többségét átalakították mecsetté és dzsámivá, magukkal hozták a keleti fürdőkultúrát is. A városok képére rányomta a bélyegét a terület határőrvidék jellege, a török építkezések jelentős része erődítési célt szolgált, és a korábbi polgári lakónegyedek egy részében (különösen Budán) kaszárnyákat rendeztek be.
A városok keresztény negyedeiben viszonylag érintetlenül fennmaradt az önkormányzat intézménye, helyi ügyeiket (különösen a bíráskodást) választott tisztségviselőik intézték.

#### Buda

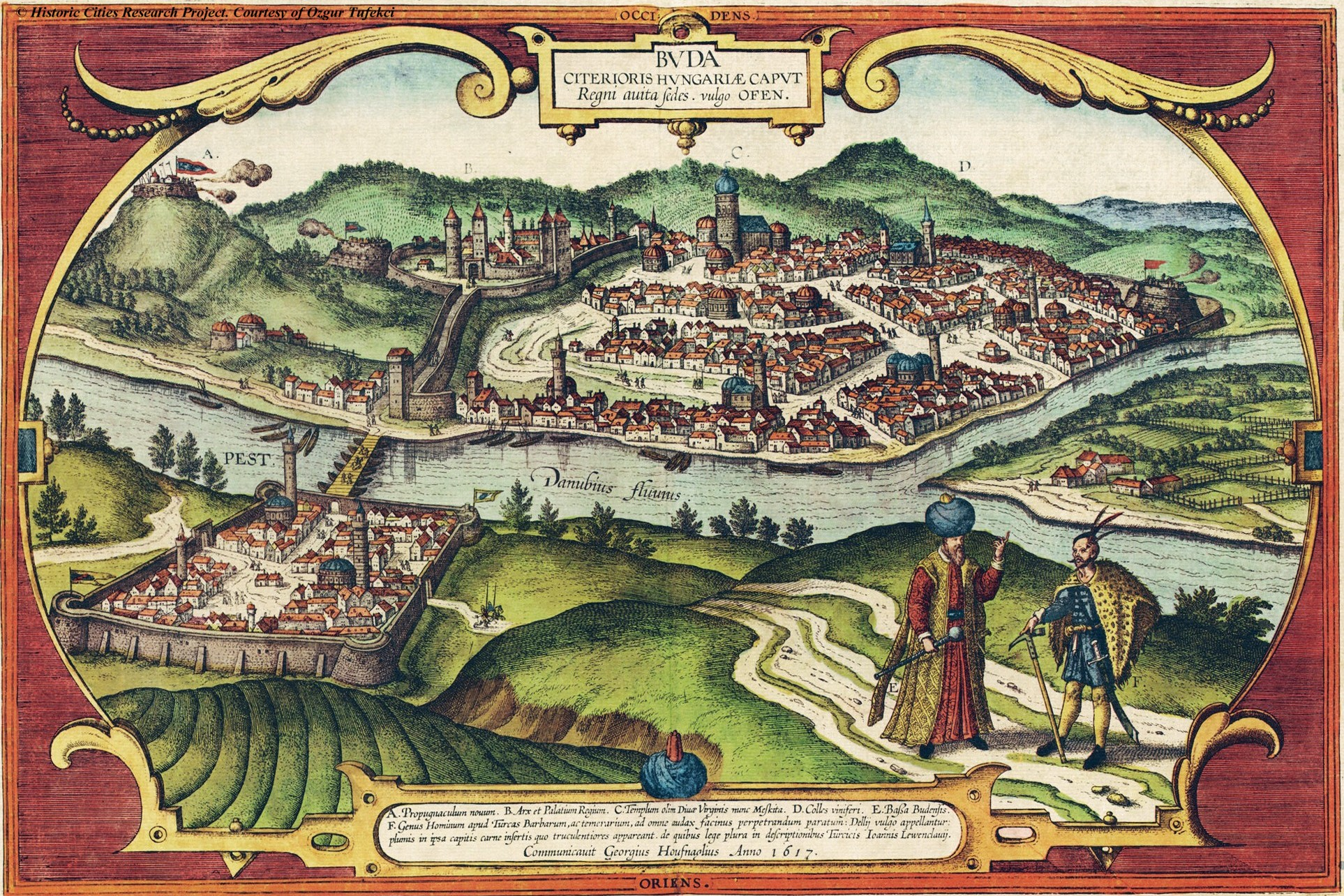
Buda és Pest látképe a 16. században (Georg Hoefnagel metszete alapján)

Buda a hódoltság korában élénk közigazgatási és kereskedelmi központ. Az Oszmán Birodalom egyik legnagyobb vilajetjének székvárosa. Evlija Cselebi szerint kettős, vastag és erős fala volt, mely a Veres palotától a Fehérvári kapuig terjedt.
A hódoltság korabeli Buda legfontosabb épületei a Kizil Elma-palota, Szulejmán szultán dzsámija, a Fethia-dzsámi, az Orta-dzsámi és Tojgun pasa dzsámija.
A városon kívül feküdt a Gül Baba türbéje a Gellért-hegyen pedig Hizir baba kolostora.

#### Székesfehérvár

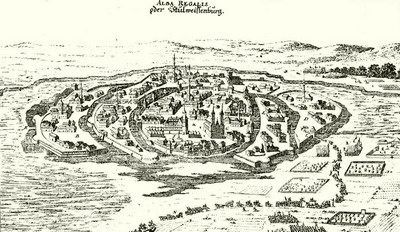
Az 1601-es sikeres keresztes ostrom után az oszmánok elhagyják Fehérvárt

Szulejmán 1543. évi hadjáratának fő célja Magyarország két ősi központjának, Székesfehérvárnak és Esztergomnak az elfoglalása volt.
Székesfehérvár hősies küzdelemben, 1543. szeptember 3-án csaknem kéthetes ostrom után esett el. A város kapuit bezárták a városvezetők, amikor Varkocs György várkapitány a védősereg megmaradt tagjaival kitört a belső városból. A kitörők hősi halált haltak, majd a város kulcsának átvétele után a szultán árulásukért kivégeztette a városvezetőket. Az ostrom után elsőként maga a szultán vette szemügyre a híresen fényes várost, melynek gazdagsága lenyűgözte őt. Meg is tiltotta a kinevezett bégnek a fosztogatást, aki Szulejmán távozása után mégis feldúlta a várost a koronázótemplommal, a Nagyboldogasszony-bazilikával együtt. Fehérvár a tizenöt éves háború alatt 1601-ben ugyan keresztény kézre került, de az oszmán csapatok egy évvel később visszafoglalták a várost. A hódoltság alatt az egykori főváros ostromok sorát szenvedte el, többek között ez okozta a koronázóbazilika pusztulását is.
Fehérvár igen fontos szandzsák székhelye volt, a Dunántúl kapujaként Buda, a vilajetszékhely legfontosabb védőbástyájává vált. Evlija Cselebi török utazó leírásaiból ismerjük a török kori Fehérvárt. Az oszmánok mecseteket, minareteket és fürdőket emeltek, azonban ezek mindegyikét elpusztították az 1688-as végleges visszavétel után a város középkori román és gótikus emlékeivel egyetemben. Napjainkra csupán Güzeldzse Rüsztem pasa fürdőjének maradványai, valamint a Szent Anna-kápolna falképei és a tetején levő iszlám félhold emlékeztetnek az egykori hódoltatókra.

#### Esztergom

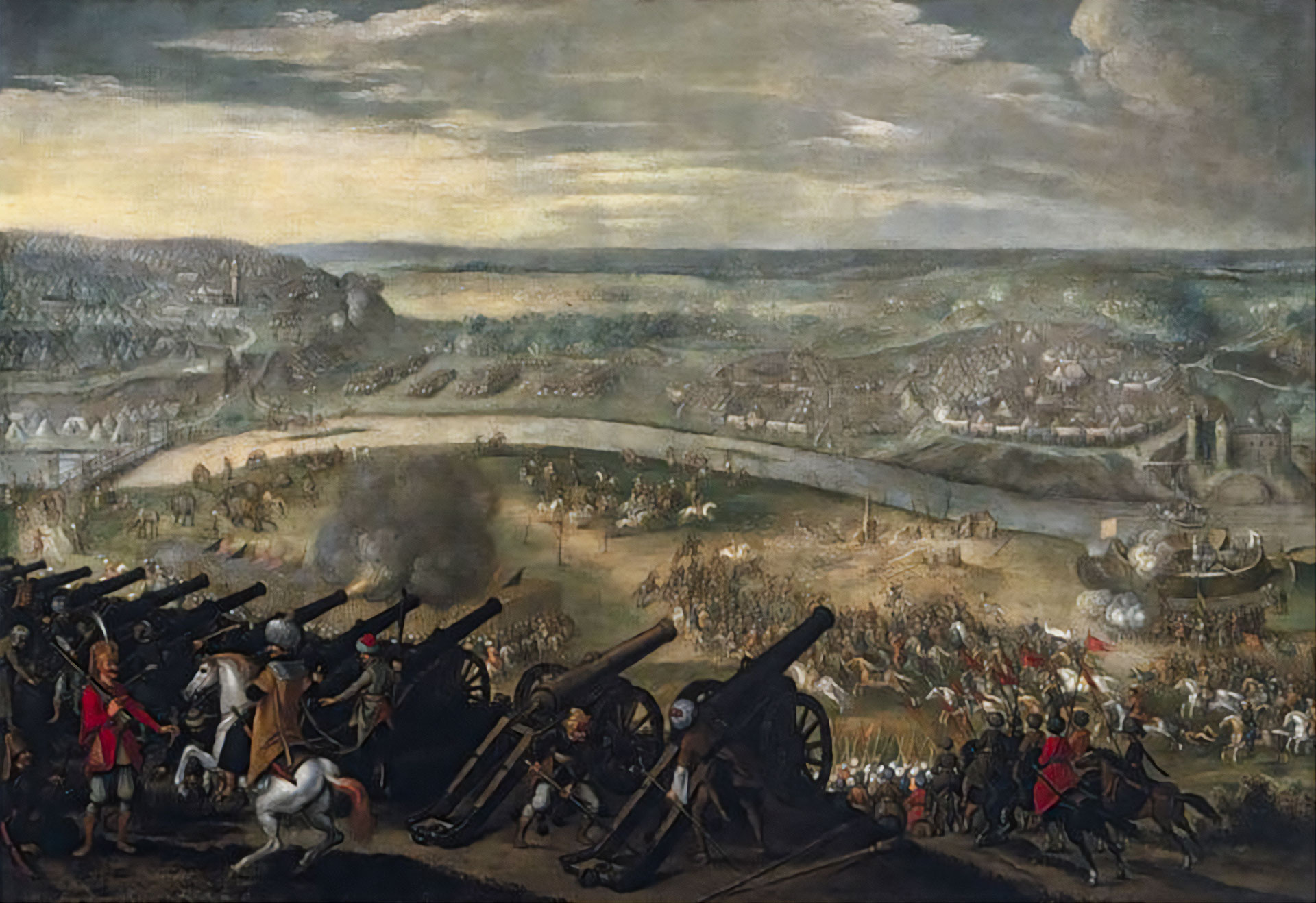
Esztergom ostroma (1543)

Nagy Szulejmán 1543-as hadjárata a két ősi város, Esztergom és Székesfehérvár elfoglalását tűzte ki céljául. Esztergom 1543 és 1683 között volt a török hódoltság része kisebb megszakításokkal. Szandzsákközpont és az Oszmán Birodalom fontos végvára volt, ahonnan támadásokat indítottak a felvidéki bányavárosokba. Fontos dunai átkelőhely lévén állandó keresztes támadásoknak volt kitéve.
Evlija Cselebi részletes leírást ad a korabeli városról, és az ott folyó építkezésekről. A törökök nemcsak a várat erősítették meg, hanem fürdőket, mecseteket, sőt 1587-re Duna-hidat is építettek. Az Özicseli Hadzsi Ibrahim-dzsámi a Duna mentén a birodalom legészakibb dzsámija, ami ma is látogatható. A várost Sobieski János lengyel király vezetésével mentették fel 1683-ban, az évszázados harcok alatt azonban Esztergom lakossága jócskán megfogyatkozott.

#### Pécs

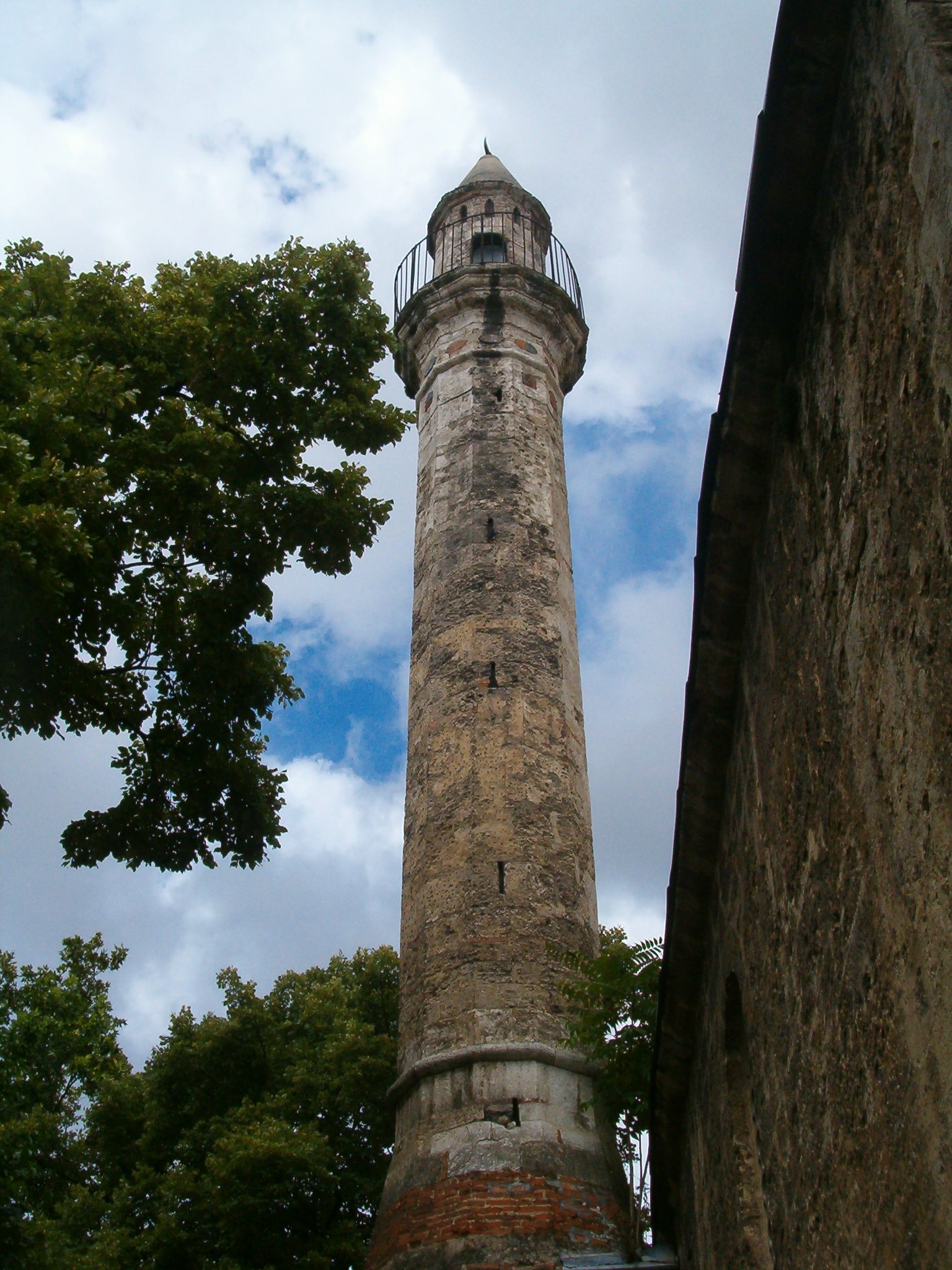
Jakováli Hasszán dzsámijának minarete

A mohácsi csata után (1526) I. Szulejmán seregei kifosztották Pécset és felégették a várost.
Az ország véleménye megosztott volt abban a tekintetben, ki legyen a magyar király. Pécs városa Habsburg Ferdinándot támogatta, Baranya vármegye többi része azonban Szapolyai Jánost, akit még ebben az évben királlyá koronáztak Székesfehérvárott. 1527 nyarán Ferdinánd legyőzte Szapolyai seregeit, és november 3-án Fehérvárott őt is megkoronázták. Ferdinánd megjutalmazta Pécset hűségéért, felmentette az adózás alól, és ezzel lehetőséget nyújtott a város újjáépítésére és megerősítésére.
1529-ben a törökök újra elfoglalták Pécset, és Bécs ellen vonultak. A törökök kényszerére a város elfogadta Zápolyát királynak, aki azonban nem sokkal ezután, 1540-ben meghalt. 1541-ben a törökök csellel elfoglalták Budát, és utasították Izabellát, Zápolya özvegyét, hogy adja nekik Pécset, amely stratégiai fontossággal bírt. Pécs lakói az ellenállás mellett döntöttek, sikeresen meg is védték a várost, és hűséget esküdtek Ferdinándnak, aki eleinte segítette a várost, később azonban tanácsadói javaslatára inkább Székesfehérvárra és Esztergomra összpontosított. Pécs lakói tudták, hogy Ferdinánd segítsége nélkül nem tudják tartani a várost, ezért 1543 júniusában önként megnyitották a kapukat az oszmán sereg előtt.
Miután elfoglalták az oszmán hódítók, megerősítették és igazi keleti várossá formálták Pécset. A templomokat mecsetté alakították (törökül cami, ejtsd: dzsámi) – két dzsámi ma is áll, de az egyik már keresztény templom lett, török fürdők, türbék épültek, Korán-iskolákat alapítottak (medresze), a Tettyén szufi kolostort is építettek (tekke). Pecsuj (Pécs) jelentős balkáni kereskedővárossá alakult, aminek szépségét a híres török utazó, Evlija Cselebi Isztambulhoz hasonlítja. Kiemeli a tiszta vizű patakok jelenlétét és fontosságát a városban. Mint gazdag oszmán kereskedőváros, Pécs száz éven át a béke szigete volt a körülötte forrongó háborús zűrzavarban.
1664-ben Zrínyi Miklós seregei Pécshez értek. Zrínyi tudta, hogy ha be is veszi a várost, nem tudja tartani, olyan mélyen volt bent oszmán területen. A Mecsekről mozsárágyúkkal lövette szét, majd kifosztotta és felégette; a várát viszont nem sikerült bevennie. A középkori Pécs ezzel el is pusztult. (lásd: bővebben Pécs ostromáról)
Buda felszabadítása után (1686) a keresztény sereg Pécs felszabadítására indult. Az elővéd be is tört a városba, és kifosztotta. A törökök látták, hogy nem fogják tudni tartani a várost, ezért felégették, és behúzódtak a várba. Badeni Lajos őrgróf hadserege október 14-én elfoglalta a várost és lerombolta a várba vezető vízvezetéket. A várban rekedt törököknek így nem volt más választásuk, október 22-én feladták a várat is.
A városban haditörvényszék uralkodott, Karl von Thüngen parancsnok irányítása alatt. A bécsi udvar először el akarta pusztítani a várost, de később úgy döntött, megtartja, hogy ellensúlyozza a még mindig török kézen lévő Szigetvár befolyását.

#### Temesvár

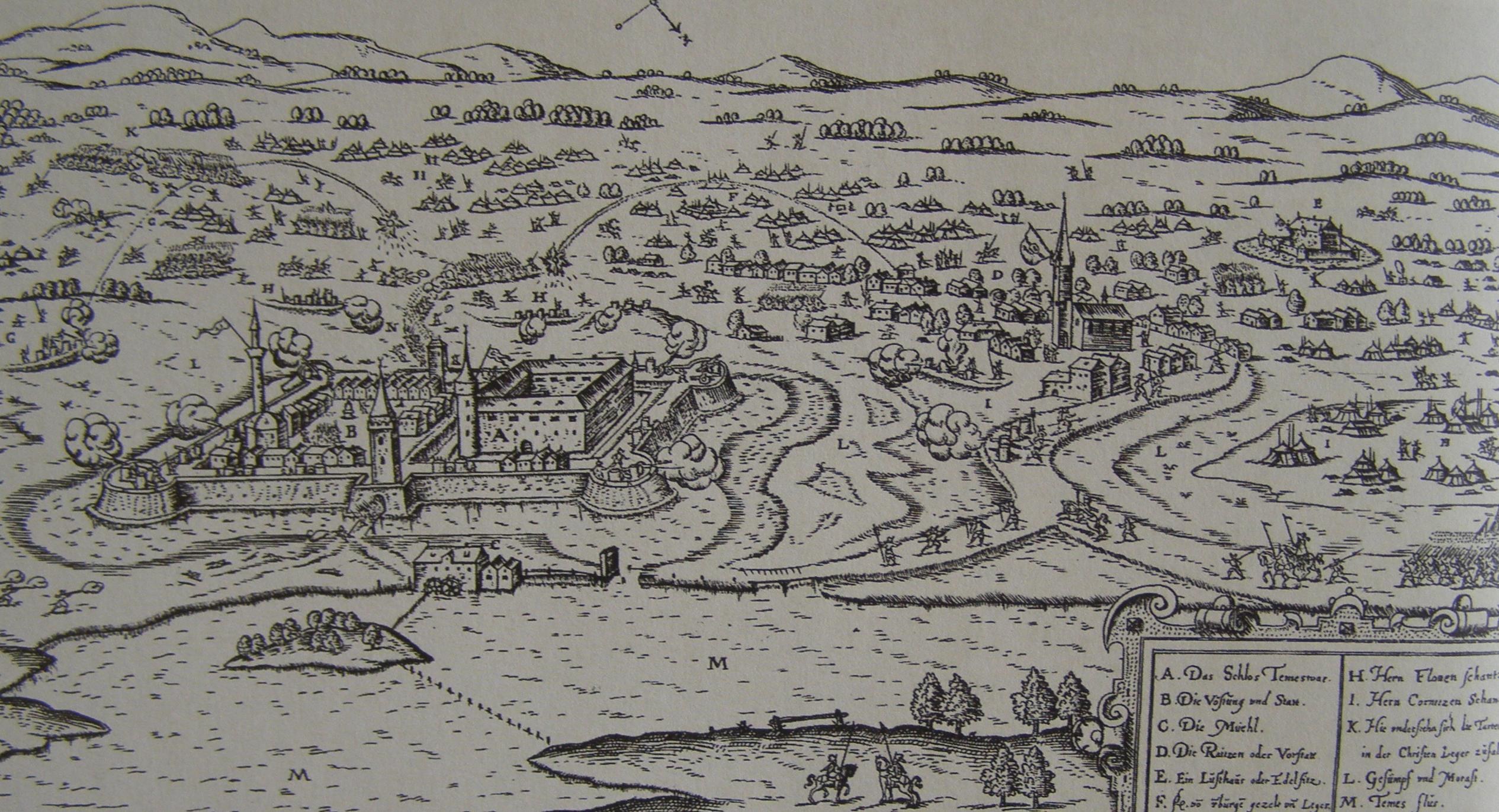
Temesvár 1596-os ostroma

Temesvár 1552-ben került török kézre, és a Temesvári vilajet központja lett. A tartomány megalakulása után a mindenkori temesvári beglerbég feladata volt Erdély szemmel tartása. Ehhez megfelelő katonai erő (6-7000 katona) is tartozott alá, és a vár szigorúan katonai célokat szolgált, civil épületek nem álltak itt. A vár védelmét jól szolgálta a mocsaras vidék, azonban ezért az utcákat cölöpökre fektetett deszkapallókkal kellett borítani.
A város keleties képet mutatott, a mecsetek mellett karavánszerájok, fürdők, iskolák és kávézók is megjelentek a hódítók nyomában, csakúgy mint a város határában a derviskolostorok. A török és rác lakosság szoba-konyhás, udvaros házakban élt, és a város határában fekvő gyümölcsösöket művelte.

## Életkörülmények
A hódoltság ideje alatt az ország nagy része pusztulásnak indult. Sok terület elnéptelenedett, így például a határterületek az állandó harcok miatt. Az elnéptelenedett vidékekre később beköltöztek a környező országokban élő népek (például oláhok, szerbek, bunyevácok, sokácok, szlovákok). A pusztulás ellenére voltak olyan városok, melyek fejlődtek.

### Városi élet

#### Keletiesedő városok

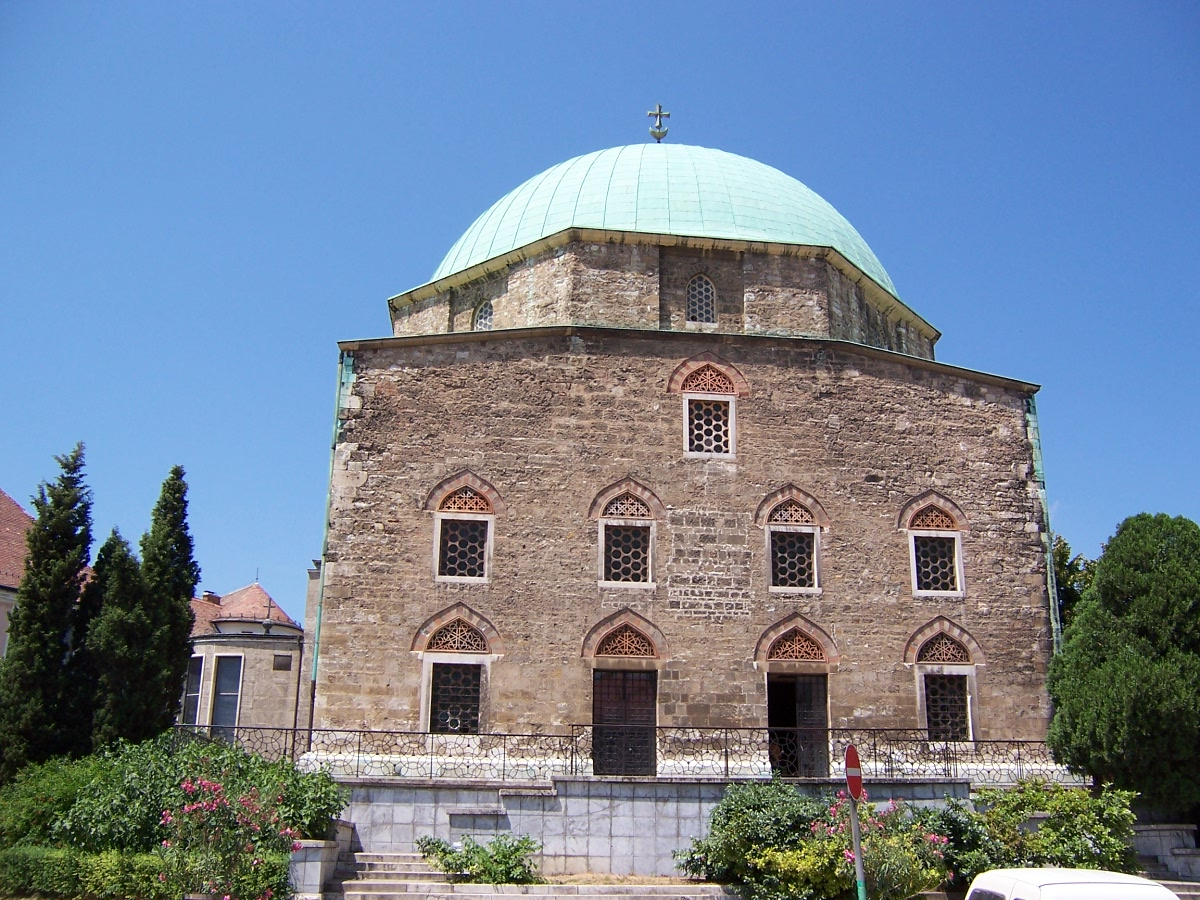
A pécsi Gázi Kászim-dzsámi

A török hódítás elől elmenekült a városok német polgársága, és a magyar városlakók közül is sokan így tettek. Helyükre kisebb részben török, nagyobb részben balkáni szláv betelepülők érkeztek. Ez az életmódra is nagy hatást gyakorolt, a hódoltság területén található városaink többé-kevésbé elbalkániasodtak. A városi zsidóságot a török korban nem üldözték, sőt, a kincstár gyakran rászorult kölcsöneikre, így gazdagodhattak is. Budán emellett éltek még raguzaiak is, elsősorban kereskedők. A törökök általában elkülönültek a többi leigázott néptől, velük minél kevesebbet érintkeztek. Különösen a keresztény hitű magyarokkal szemben voltak zárkózottak.
Megjelentek a fürdők, a török higiénia fontos kellékei, a tisztálkodás mellett a gyógyulásra vágyók menedékei is voltak a gyakran termálvízforrásra épülő intézmények.
A nagyobb templomokat átalakították dzsámikká, néhány újat is emeltek. A városok képét ezzel keleties jellegűvé formálták, amihez hozzájárult a balkáni és közel-keleti népek hagyományos viselete és a piacok megváltozott jellege is. Meghagytak néhány templomot a katolikusoknak is, és szabadon gyakorolhatták hitüket a más vallásúak is. Emellett népcsoportonként saját bírót választhattak maguknak, így a török emin mellett magyar bíró, zsidó rabbi és rác kenéz is ítélkezhetett kisebb súlyú ügyekben, és ők intézték népük adójának beszedését is.

#### Török lakások

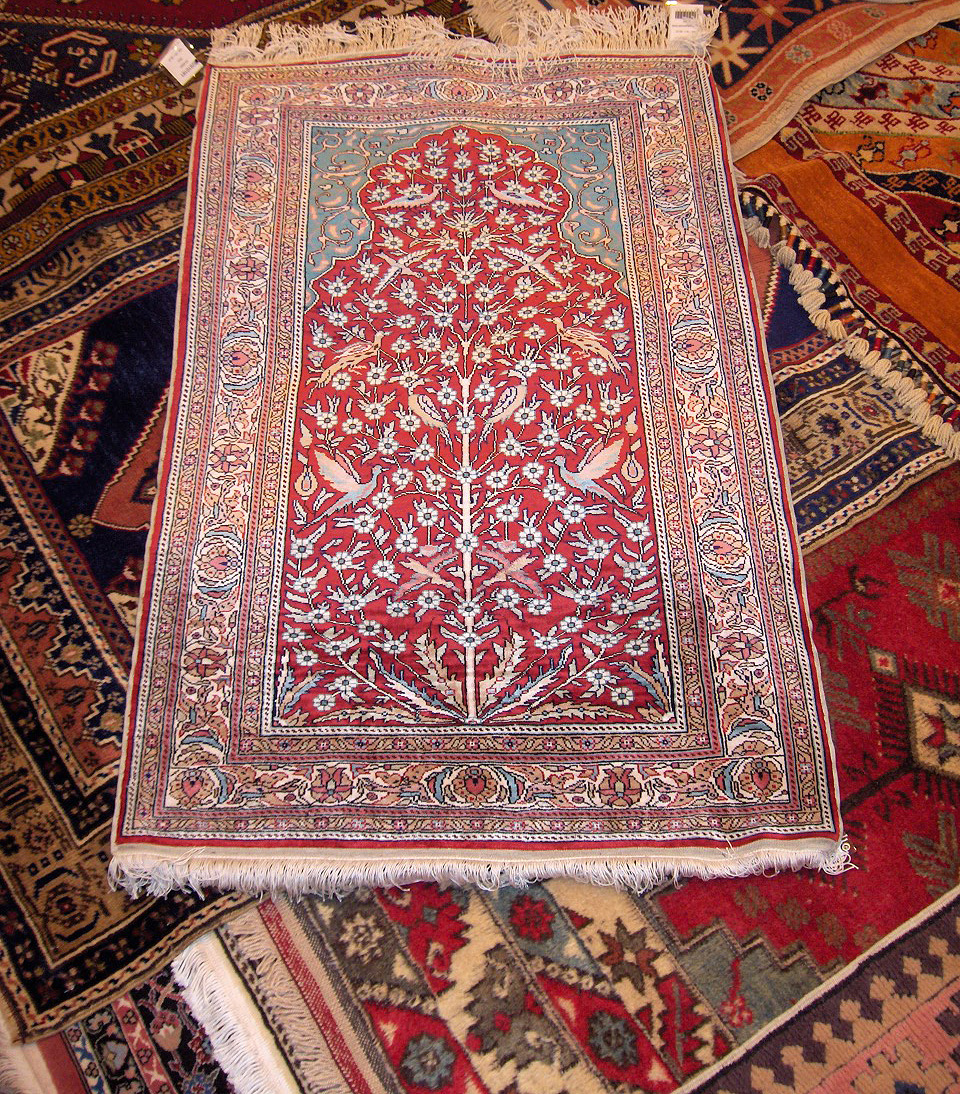
Tradicionális török szőnyeg

Az átlagos városi lakás meglehetősen szerény berendezésű volt, fényűzéssel a törökök körében sem nagyon lehetett találkozni. A török lakás fő díszei a szőnyegek voltak, melyekkel a tehetősebbek nemcsak a padlót, hanem a falakat is beborították. A kevés ingóságukat ládákban tartották, a vendégeket is ezekre, valamint a dívánra (más néven szofára) ültették, ők maguk inkább a földön ültek. A lakásokat füstölővel (buhurdán) és rózsavízzel illatosították. A hidegben a melegebb hazájukból magukkal hozott parázsserpenyő (mangal) köré gyűlt az egész család. Az ezekből kipattanó szikrák gyakran okoztak tüzet.
A lakásban külön helységet alkotott a konyha, ahol az edények és egyéb konyhai felszerelések mellett a férfi szerszámait is tartották. A nők és gyermekek lakrésze, a hárem csak a gazdagabb törököknél volt elkülönítve a férfi szobájától, a szelamliktól. Szűkös lakásukban nem is szívesen fogadtak vendéget a magyarországi törökök.

### Ételek és italok

#### Török konyha

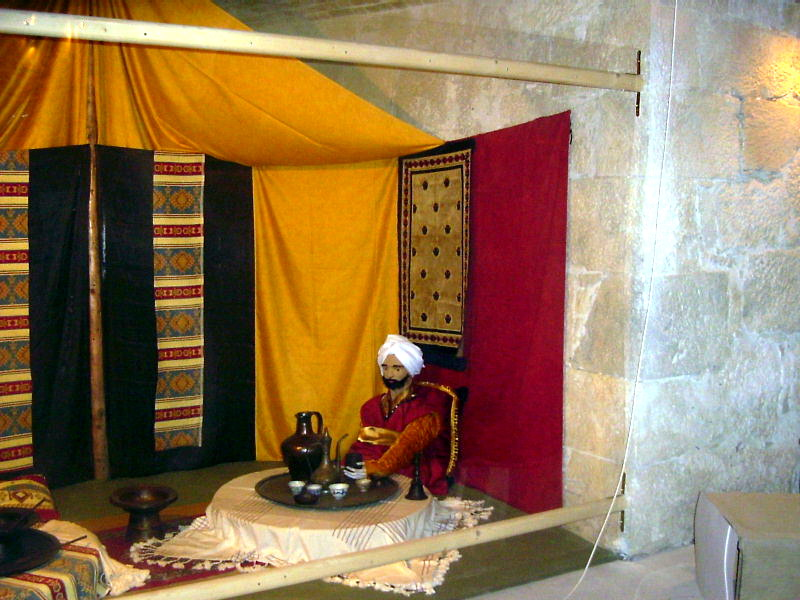
Török lakásbelső a hódoltság korában

Az országba érkező idegen népek új ételeket, italokat és konyhai eszközöket is magukkal hoztak. A törökök hétköznap általában rizzsel készült, sáfránnyal ízesített levest, csorbát ettek. Kedvelt ételük volt a forralt savanyított tej, a jourt (magyarosodott nevén joghurt) is. A húst apró darabokra vágva, roston sülve vagy pörkölve, máskor darált húsként, rizzsel keverve töltelékként fogyasztották. Húsételeiket borssal, paprikával fűszerezték, ezeknek gyógyító erőt tulajdonítottak. Magyarországon ekkor ismerték meg a később népszerűvé vált töltött káposzta, töltött paprika és töltött paradicsom készítési módját. A húsból elsősorban a birkahúst kedvelték, azt a marhahúsnál magasabb rendűnek tekintették. Disznóhúst az iszlám parancsolata értelmében nem fogyasztottak.
A Balkánról nagy mennyiségben szállítottak különféle sajtokat és szárított húskészítményeket. Valószínűleg ekkor jelent meg Magyarországon a tarhonya (törökül tarhana). A török kenyeret az európai utazók meglehetősen rossznak tartották, a törökök pedig csodálták a magyar cipó formáját és ízét. Készítettek különféle cukros, mézes édességeket, amiket a férfiak is szívesen fogyasztottak. Tőlük vettük át tepsi szavunkat is (a török tepszi szóból).
A törökök ételeiket általában egy közös tál körül a földön ülve fogyasztották el. A levest kanállal, a szilárd ételt kézzel szedték ki.

#### Italok a hódoltságban
A hódoltság területén a török hódítás előtt elterjedt volt a borfogyasztás, ez a hódítás után is megmaradt, még ha a bortermelő vidékek át is alakultak. Az ide érkező törökök sem tartóztatták meg magukat, szívesen itták a bort, bár általában feljebbvalóik előtt ezt szégyellték bevallani. Ibrahim Pecsevi például beszámol róla, hogy az Esztergom megadási feltételeiről folytatott tárgyaláson csak a pasa unszolására ivott néhány pohárral a magyarok által kínált borból. A kisebb városokban, helyőrségekben szolgáló török hivatalnokok és katonák azonban ilyenfajta korlátok nélkül éltek a borral, Kecskeméten például évenként négy-ötezer pint bort fogyasztottak el az arra járó török vendégek.
A korszakban jelent meg a kávé (kahve) az országban, 1579-ben már biztosan tudunk róla Budán. Kezdetben a kormányzat be akarta tiltani, elsősorban a katonákat próbálta eltiltani tőle, de 1630 körül már általánosan fogyasztott ital volt Budán. Először az értelmiség (kádik, müdriszek, hodzsák) itala volt, azután a jómódú iparosok, majd mások is követték példájukat. Kezdetben otthon fogyasztották, majd a „kávés boltokat” kezdték el látogatni, ahol immár lehetőség nyílt találkozókra, társadalmi érintkezésre is, a szűkös otthon keretein túl.
A törökök emellett saját italaikat is magukkal hozták. Ilyen volt a narancs-, citrom- és egyéb gyümölcslevekből készített sörbet és a lefojtott édes must, amelyek hidegen tursunak, forraltan, finomítva pedig pekmeznek neveztek. A törökök körében a teafogyasztás is elterjedt volt.

### Ruházkodás

#### Török ruhák
A közrendű törökök általában egyszerűen öltözködtek, és a hagyatéki leltárak tanúsága szerint nagyon kevés ruhaneművel rendelkeztek mind a nők, mind a férfiak.
A nők otthon kender ingféleséget vagy deréknál betűrt zubbonyt hordtak, valamint lábfejig érő, alul átkötött bugyogót. Házon kívül erre egy hosszú fekete köpenyt (ferádzse) vettek fel, hátulról a fejre dobható fejfedővel, ami asszonyoknál fekete, lányoknál színes volt. Arcukat fekete illetve fehér fátyol takarta.
A férfiak ruhája a hivatásukat, rangjukat is jelezte. Nemcsak a katonák, hanem a polgári tisztviselők is szabványos kaftánban és föveggel jártak. Az vallási személyek egyszerű mintás fekete köpenyt és turbánt viseltek. A zöld szín viselése az egyháziak egy kiválasztott rétegének volt a kiváltsága, valószínűleg azoknak a papi személyeknek, akik a próféta egyenes ági leszármazottai (serif) voltak.
A férfiak és a nők egyaránt könnyű papucsot hordtak, nagy sár esetén erre húztak rá egy vastag talpú fapapucsot.